# St. Maria Magdalena (Berlin-Niederschönhausen)
Die römisch-katholische Kirche St. Maria Magdalena in der Platanenstraße 22b im Berliner Ortsteil Niederschönhausen wurde von 1929 bis 1930 nach Plänen und unter Leitung des Architekten Felix Sturm aus Berlin-Pankow erbaut. Das Gotteshaus im Stil des Expressionismus steht seit den frühen 1980er Jahren unter Denkmalschutz und ist seit dem 1. Mai 2004 eine Filiale der Pfarrkirche St. Georg in Pankow. Nach weiteren Zusammenschlüssen gehört die Gemeinde zu der am 1. Januar 2021 errichteten Pfarrgemeinde Heilige Theresa von Avila Berlin Nordost im Erzbistum Berlin, zu der folgende weiteren Pfarreien gehören St. Josef (Berlin-Weißensee), Heilig-Kreuz-Kirche (Berlin-Hohenschönhausen) und Kirche Ss. Corpus Christi (Berlin-Prenzlauer Berg). 

## Bau- und Gemeindegeschichte

### Vorgeschichte
Der Pankower Seelsorger Kuratus Hubert Teubner, seit dem Ende des 19. Jahrhunderts zuständig für alle Pankower Katholiken samt dem Einzugsbereich Niederschönhausen, hatte im Jahr 1907 von der Terrain-Aktiengesellschaft Pankow ein 3600 m² großes Grundstück in der Platanenstraße zu einem Kaufpreis von 30.000 RM erworben, als Darlehen von der Kurmärkischen ritterschaftlichen Darlehnskasse bereitgestellt. Zur Überbrückung, bis der Bau einer Kirche geplant war und beginnen konnte, mietete Teubner in der Waldowstraße 27 bei der Handwerksbank Wedding eine ehemalige Tischlerwerkstatt nebst einer Wohnung für den Küster. Die Werkstatt ließ er zu einer Kapelle umbauen. Die zahlreich zugezogenen Katholiken konnten so ab 7. September 1907 für die Aufbewahrung des Allerheiligsten, fürs Hochamt mit Predigt und für die Feier der heiligen Messe die Notkapelle mit dem Namen Maria Hilf nutzen.
Doch die Kapelle erwies sich bald als zu klein für die wachsende Schar der Katholiken aus Niederschönhausen, Blankenfelde und Französisch-Buchholz (das waren rund 3500 Personen). Außerdem war es tatsächlich nur eine Noteinrichtung, wie Kuratus Teubner notierte:

„Gar armselig war diese Kirche, mehr einem Schuppen zu vergleichen als einem Gotteshause. Im Sommer war eine große Hitze in dem kleinen und niederen Raum, im Winter lief das Wasser an den Wänden herunter. Der benachbarte Kuhstall mit seinen lieblichen Düften machte den Aufenthalt in diesem Stall von Bethlehem' nicht gerade sehr angenehm. Dennoch aber liebten die Niederschönhausener ihr armes Kirchlein und schmückten es so gut es ging, mit mehr gutem Willen als künstlerischem Geschmack aus.“

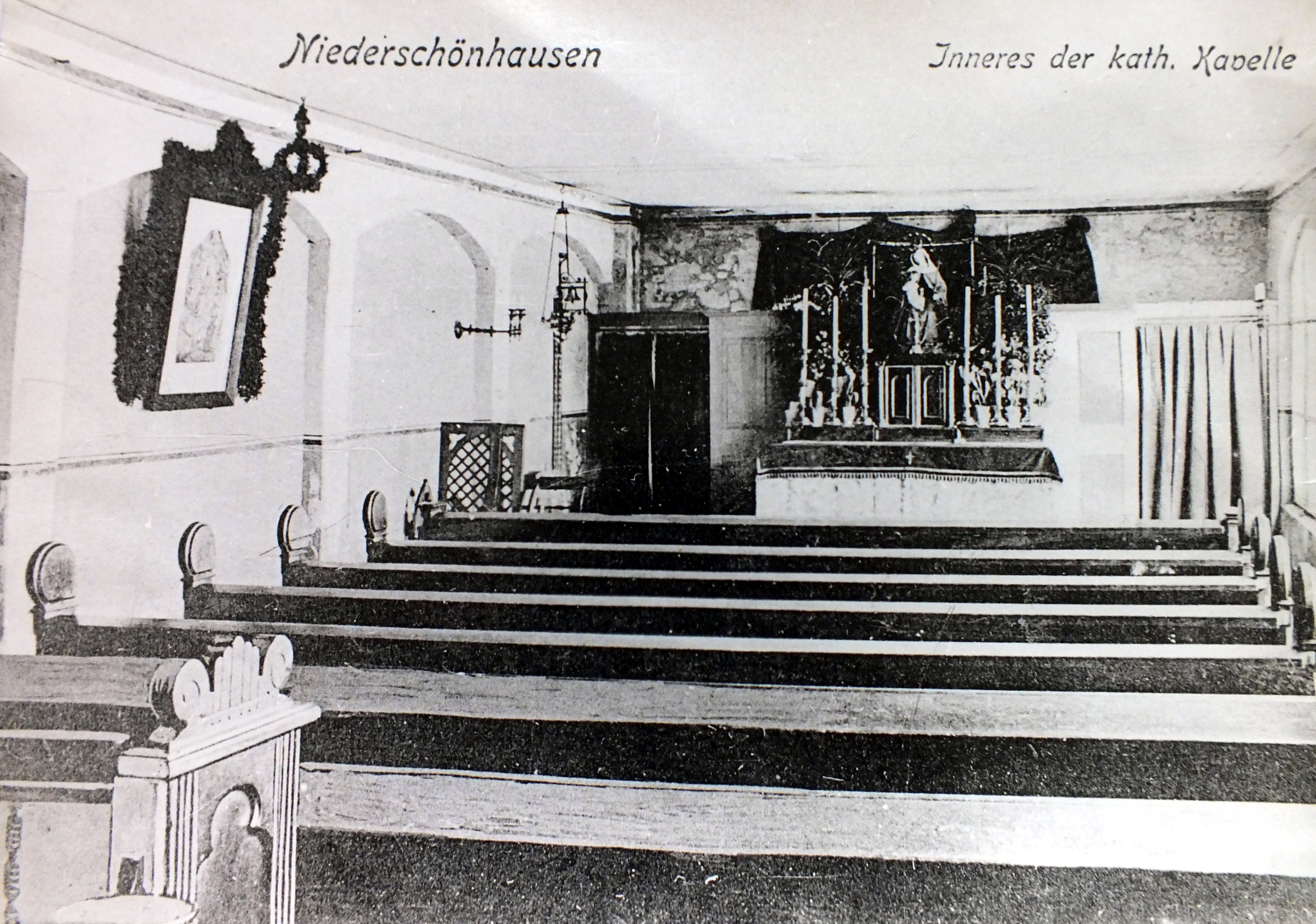
Kapelle Maria Frieden um etwa 1921

Kurz hintereinander leiteten mehrere Geistliche die Geschicke der Pankower Kuratie: Kuratus Teubner bis Herbst 1911, Kuratus Bernhard Lichtenberg bis Anfang 1912, Kuratus Teodor Kubina (später Bischof von Czenstochau) bis September 1912 und danach Pfarrer Mitschke.

Weil die Notkapelle bald die Gläubigen aus dem Einzugsgebiet Niederschönhausen nicht mehr fasste und sie außerdem wegen der Baumängel aufgegeben werden musste, ergab sich in dem Heim Maria Frieden in Nordend, das die Josephschwestern eingerichtet hatten, die Mitnutzung der dortigen Kapelle. Zunächst zogen die Niederschönhauser Katholiken unter Pfarrer Mitschke im Oktober 1920 mit der gesamten Ausstattung ihrer bisherigen Kapelle nach Nordend um. In der Kapelle, die aus einem großen Raum des Hauses hergerichtet worden war, konnte nun für die Schwestern und die Katholiken aus Niederschönhausen täglich die heilige Messe gefeiert werden, zelebriert von eingeladenen Geistlichen christlicher Vereine aus Pankow. Infolge des guten Zuspruchs wurden rasch weitere Räume des Heimes in die Gottesdienste einbezogen. Wegen der großen Wohnungsnot zum Beginn des 20. Jahrhunderts hatte die Stadt Berlin just in diesen Jahren die beiden großen Häuser des Heimes zu Wohnzwecken beschlagnahmt, sodass dies auch auf die Katholikengemeinde Auswirkungen hatte.

### Errichtung der Kirche
Nach zwei Provisorien in 23 Jahren begann es zu drängen, in der Platanenstraße ein festes Kirchengebäude zu errichten. Die ersten Spendensammlungen durch Pfarrer Mitschke erbrachten bis zum Ausbruch des Ersten Weltkriegs 19.000 Mark. Doch dieses Geld, von der Kirchengemeinde in Kriegsanleihen angelegt, hatte die Inflation danach vollständig vernichtet, das Grundstück jedoch blieb erhalten. Das entsprechende Darlehen wurde im Jahr 1923 zurückgezahlt. Die Sammlungen für das Bauwerk mussten von neuem beginnen. Einen ersten Plan für eine Kirche lieferte der Lichterfelder Architekt Carl Kloß auf Initiative des Pfarrers Mitschke um 1923, der jedoch ad acta gelegt wurde. In der Chronik heißt es dazu: „Der Bau wäre aber nur ein nichtssagender Kasten geworden mit einer anschließenden kleinen Wohnung für einen Kirchendiener.“
Am 2. Oktober 1924 wurde ein Kirchbausammelverein gegründet, darüber hinaus verschickte der Pfarrer Bettelbriefe in alle katholischen Gemeinden Deutschlands, hielt Bettelpredigten, verteilte Spendenpostkarten; auch auf dem Kirchengrundstück durchgeführte Sommerfeste brachten eine größere Spendensumme ein. So war es gelungen, bis zum November 1927 wiederum rund 19.000 Mark zusammenzubekommen. Der Baupreis war aber auf rund 156.000 Mark geschätzt worden, sodass Pfarrer Oskar Feige aus Pankow, der nun für die Kuratie in Niederschönhausen zuständig war, beim Katholischen Gesamtverband Groß-Berlin einen Finanzierungantrag einreichte. Die erteilte Genehmigung legte fest, dass die Gemeinde jedoch die Kosten für die komplette Innenausstattung selbst zu tragen hat.
Die neuen Pläne für das Kirchengebäude hatte der Pankower Architekt Felix Sturm ausgearbeitet, die ingenieurtechnischen Berechnungen lieferte Ing. Fekete aus Berlin-Wilmersdorf. (Felix Sturm war Gemeindemitglied.)
Pfarrer Feige führte am 25. April 1929 den ersten Spatenstich aus und konnte am Himmelfahrtstag, den 9. Mai 1929, die Grundsteinlegung festlich begehen, die der Erzpriester Kayser aus Hermsdorf im Auftrag der Fürstbischöflichen Delegatur vor zahlreich erschienenen Gästen vornahm. An der Stelle, wo später der Hochaltar stehen sollte, war ein großes Kreuz aufgerichtet, neben der lateinischen Urkunde und katholischen Zeitungen kamen verschiedene Münzen in den Grundstein. Auf dem Kirchplatz war ein Modell des künftigen Gotteshauses zu sehen.
Am 15. Mai 1929 wurde für den bisherigen Kaplan Josef Lenzel die Ernennungsurkunde zum Kuratus der neuen Gemeinde ausgestellt. Auf den Baufortschritt hätte er gern mehr Einfluss genommen. Eine engere Zusammenarbeit erfolgte dagegen zwischen Felix Sturm und dem Bildhauer Paul Müller aus Pankow, der als Mitglied der Baukommission für die künstlerische Gestaltung des Hauses zuständig war. Müller setzte beispielsweise durch, statt der geplanten Vorhalle besser ein großes Tympanon einzufügen, wofür sogar bereits fertige Teile der Frontmauer wieder abgerissen werden mussten. Nur ein enger Windfang blieb übrig. Lenzel sorgte jedoch über einen Direktkontakt mit dem katholischen Gesamtverband dafür, dass nachträglich an den bereits fertigen Rohbau des Gotteshauses ein Anbau erfolgte, in dem das Pfarrbüro und im darunterliegenden Keller ein Jugendheim untergebracht werden konnten. In der Chronik heißt es dazu: „Wo wären wir ohne dies geblieben, nachdem man sich um den Bau eines Pfarrhauses gar nicht bemüht hatte.“ Eine Wohnung für den Seelsorger gab es vorerst nicht in Nähe der Kirche.

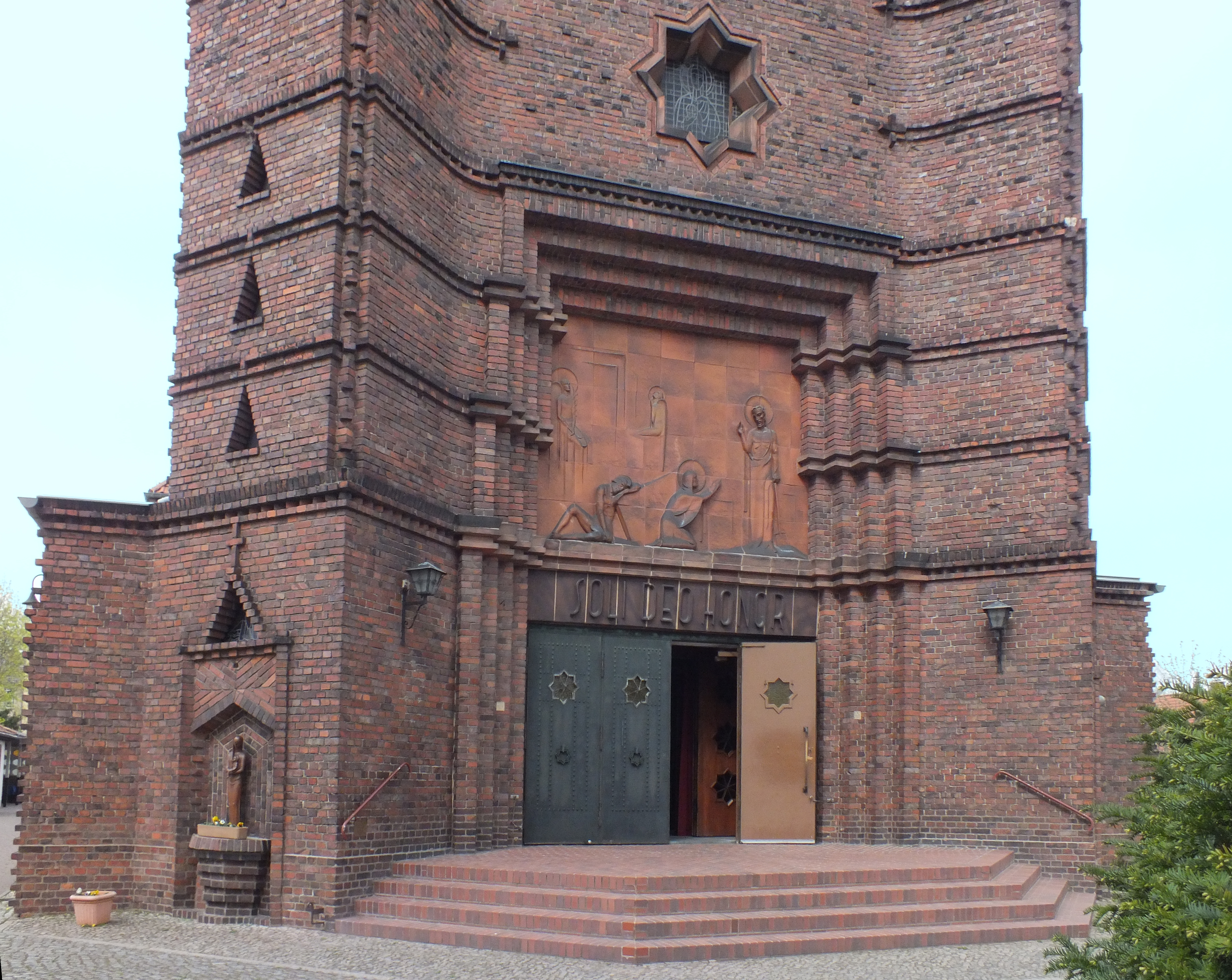
Eingangsbereich der Kirche

In Vorbereitung der neuen Kirchengemeinde gab es auf Betreiben von Kuratus Lenzel einige Änderungen der kirchlichen Zuständigkeitsbereiche: Ursprünglich gehörten die Ortsteile Niederschönhausen, Berlin-Rosenthal III (der Bereich Nordend) und Berlin-Buchholz zum Pankower Seelsorgebezirk. Rosenthal I (Wilhelmsruh) und II (der historische Dorfkern) waren dagegen nach Berlin-Reinickendorf gepfarrt, obwohl sie politisch ebenfalls zu Pankow gehörten. Die dortigen Katholiken wechselten auf Betreiben von Kuratus Lenzel nach Niederschönhausen. Der weitere Pankower Ortsteil Berlin-Blankenfelde war nach Berlin-Hermsdorf gepfarrt. Diesen Seelsorgebereich übernahm Lenzel nach Absprache mit dem dortigen Pfarrer ebenfalls. So ergab sich zum Dezember 1929 das von Bischof Schreiber festgelegte Einzugsgebiet des neuen Gotteshauses wie folgt:

„Im Osten geht die Grenze durch zur Zeit unbebautes Gebiet entlang der westlichen Grenze von Berlin-Buchholz bis zu einem Punkte, wo die Prenzlauer Chaussee über die Panke führt. Von da bildet die Panke die Südgrenze gegen Pankow bis zur Stettiner Nordbahn. Von da fällt sie zusammen mit der Grenze zwischen dem 19. (Pankow) und 20. (Reinickendorf) Berliner Stadtbezirk. […] Dann zieht sich die Grenze an der Rosenthal-Liebenwalder Bahn entlang bis zur Kreuzung mit der Tegel-Friedrichsfelder Industriebahn. Von da geht sie durch unbebautes Gelände bis an die Nordgrenze von Groß-Berlin, mit der sie zusammenfällt.“

Die neue Kapellengemeinde gewann stetig neue Mitglieder, Vereine und Gruppen wurden gebildet sowie ein Kirchenchor (1929), ein Paramentenkreis (1931) und ein Lebendiger Rosenkranz (1933) gegründet.
Pfarrer Lenzel setzte sich auch dafür ein, dass die rund 40 katholischen Familien von Blankenfelde und Schildow, für die im Auftrag der Siedlungsgesellschaft Mariengarten die Siedlung Marienthal neu errichtet worden war, für den Sonntags-Gottesdienst die ortsansässige Gastwirtschaft nutzen konnten. Intensiv suchte Lenzel nach einer Möglichkeit, für die Katholiken in diesem seinem Seelsorgebereich eine eigene Kirche errichten zu können, was aber infolge fehlenden Kapitals vom bischöflichen Ordinariat abgelehnt wurde. Allerdings erreichte er, dass für den Bereich Schildow im August 1936 ein eigener Geistlicher angestellt wurde. Im Folgejahr wurden Blankenfelde und Schildow an den Pfarrverband Hermsdorf abgetreten. Später entstand auch dort eine katholische Kirche.
Das Geläut, bestehend aus vier Bronze-Glocken, hatte die Gemeinde – nach Abwägung, ob Bronzeglocken oder die preisgünstigeren Klangstahlglocken bestellt werden sollten – bei der Glockengießerei Otto in Auftrag gegeben, die sie in ihrer Filiale Breslau gießen ließ. Die Finanzierung erfolgte durch eine persönliche Anleihe vom Gemeindemitglied Frau Gupkarl über 3000 Mark, das sie Kuratus Lenzel gewährte. (Die über den Kirchbauverein gesammelten Gelder waren für die Anschaffung der Altäre, Bänke und das Sakristeimobiliar vorgesehen, aber nicht für die Glocken.) Lenzel stiftete somit auf diesem Wege das Geläut, dessen Herstellung ursprünglich 4.200 Mark kosten sollte; wegen eines Schönheitsfehlers konnte der Preis nachträglich auf 3.600 Mark gesenkt werden.
Kuratus Lenzel bestellte die Läutemaschine bei der Glockengießerei Bachert aus Karlsruhe, die ein sehr günstiges Angebot gemacht hatte. Als alles installiert war, nahm Pfarrer Oskar Feige aus der St. Georgsgemeinde infolge des gerade nicht besetzten Postens des Weihbischofs am 2. Oktober 1929 die Glockenweihe auf dem Kirchengrundstück vor.
Schließlich weihte Bischof Christian Schreiber am 21. September 1930 die Kirche auf den Namen der heiligen Maria Magdalena als Kirchenpatronin. Der Namensgebung war ein Streit zwischen verschiedenen Gemeindemitgliedern vorausgegangen, die ihre Spendensammlung für eine Maria-Hilf-Kirche durchgeführt hatten. Mit dem Hinweis, dass im benachbarten Reinickendorf bereits eine Marienkirche existierte und das Heim in Nordend auch Maria im Namen führte, schlug Pfarrer Feige dann Maria Magdalena vor. Er hatte diese Idee der Predigt eines seinerzeit berühmten Dominikanerpaters entnommen, der geäußert hatte, „in das Sündenbabel Berlin gehöre eine Kirche, die der großen Büßerin Maria von Magdala geweiht sein müsse.“ Bei der abendlichen Feier nach der Konsekration erhielt Kuratus Lenzel direkt vom Bischof den Titel Pfarrer und das Recht, den Pfarrkragen zu tragen.

### Weitere Entwicklungen

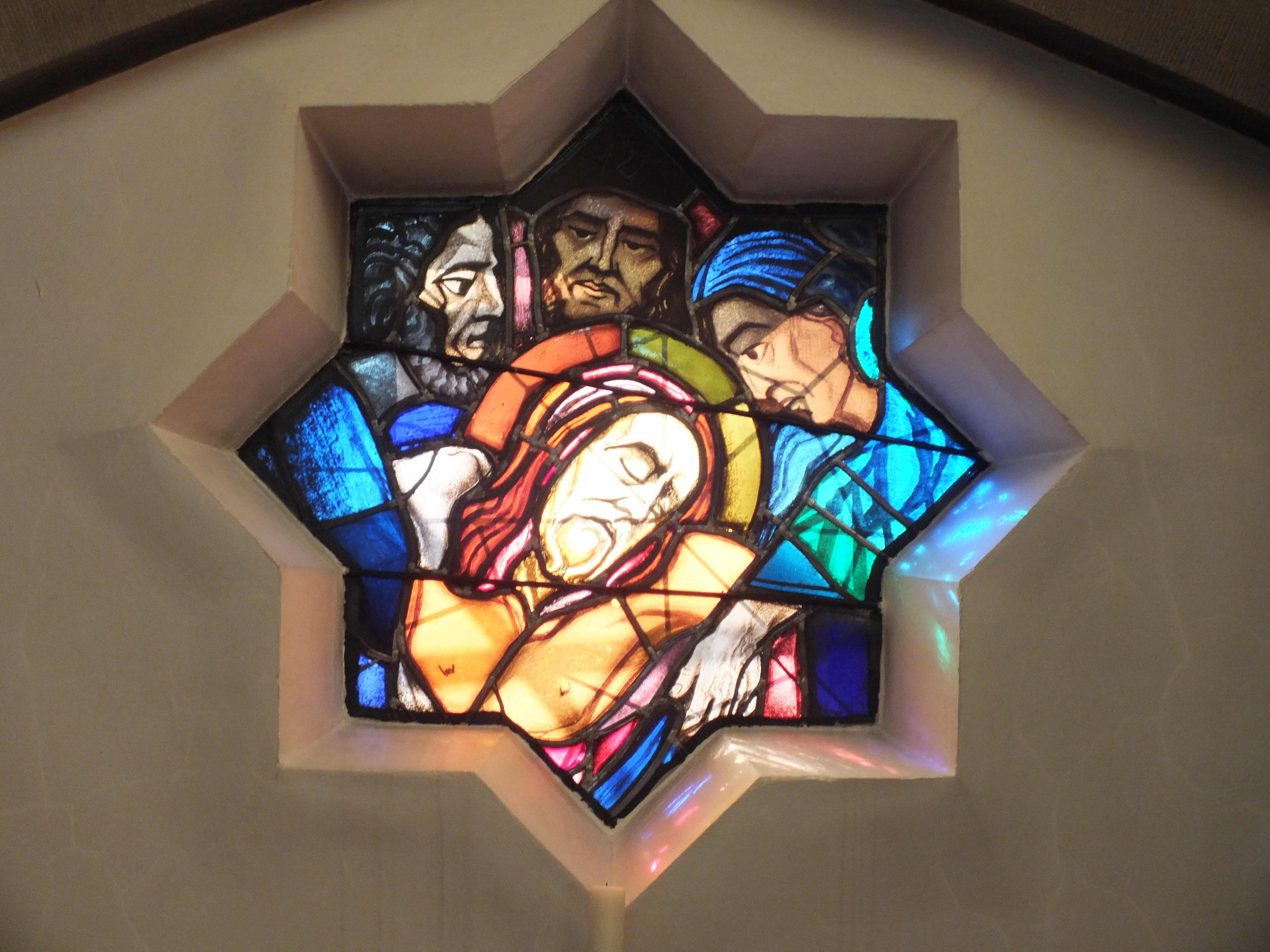
Eines der Kreuzwegfenster

Mit einer Urkunde vom 16. Februar 1931 erteilte das Bischöfliche Ordinariat die Genehmigung zur Errichtung eines Kreuzwegs. Daraufhin wurden die im Kirchenschiff installierten 14-farbigen Kreuzwegfenster mit einer Andacht gesegnet.
Das Kirchengebäude samt Grundstück repräsentierte im Herbst 1931 einen Wert von 168.000 Mark, nach den Regeln gehörte es dem Berliner Katholischen Gesamtverband, der es der Gemeinde in Niederschönhausen nun „großzügig schenkte“.
Zur Advent- und Weihnachtszeit 1932 erwarb die Gemeinde eine Weihnachtskrippe und stellte sie im Altarbereich auf. Pfarrer Lenzel hatte jedoch bereits vorher dafür gesorgt, dass durch die Anbringung eines vom Gemeindemitglied Eugen Barbe gemalten Bildes Die Anbetung der Hirten nach dem gleichnamigen Gemälde von Murillo an das Weihnachtsgeschehen erinnert wurde.
Für weitere Kultgegenstände engagierten sich die Gemeindemitglieder meist persönlich durch Geld- oder Sachspenden, so erhielt der Pfarrer ein von einer Kunstgewerblerin gesticktes Segensvelum, einen „originellen Baldachin mit ‚Paradiesvögeln‘“, eine vom Breslauer Goldschmied Adolf aus Messing gearbeitete und mit Halbedelsteinen verzierte Monstranz, ein kleines Kruzifix für die Taufkapelle, versilberte Leuchter für den Marienaltar und vieles andere mehr. Auch die am Bau beteiligt gewesenen Kunsthandwerker stifteten weitere Ausstattungsteile. Durch Theateraufführungen des Gesellen-Vereins Nord-Pankow (mit dem Präses Josef Lenzel) wurden Einnahmen erzielt, für welche der Osterleuchter und die Ewige Lampe angeschafft werden konnten. Sogar andere Kirchenvereine beteiligten sich an der Ausstattung, wovon in der Chronik besonders der Paramentenverein St. Klara in Aachen hervorgehoben wurde, der „eine ganze Reihe Messgewänder für uns arbeitete.“ Im Einzelnen sind in der Chronik noch viele Gemeindemitglieder namentlich genannt mit einer Beschreibung der Spenden.
Im Jahr 1934 wurde auf der Westempore das Manual einer Orgel installiert, das aus der Orgelbauwerkstatt Rieger aus Böhmen stammte. Es nahm nun den Platz ein, den der Charlottenburger Orgelbauer Hans Casper mit seinem Werk eigentlich hätte bestücken sollen. Zu diesem Vorgang vermerkte Kuratus Lenzel in der Chronik: „Besonders der Orgelbauer Casper gab vor, bis zur Konsekration die Orgel fertig zu machen und verbarg hinter nächtlichem Tun und Treiben seine Unfähigkeit. Und wirklich, er hat das Werk nicht geschafft.“ Die Gemeinde war allerdings in Vorleistung gegangen und erhielt ihr Geld vom Orgelbauer Casper später nicht mehr zurück. Ein zweites Manual für die Rieger-Orgel wurde zu Pfingsten 1938 eingebaut. Die Beschaffung der Orgel stellte eine „achtjährige Geschichte einer wahren Tragödie“ dar.
Im November 1935 verboten die NS-Behörden den jährlich stattfindenden Gemeindeabend, später auch Caritas-Straßensammlungen, alle Gemeindefeste und im September 1938 sogar die Herausgabe der katholischen Kirchenzeitung. Die Einflussnahme des NS-Staates auf die Kirchen wurde besonders deutlich, als eine für ganz Berlin geplante öffentliche Papstkrönungsfeier 1936 untersagt wurde.
Pfarrer Lenzel konnte am 13. Juni 1940 bereits sein 25-jähriges Priesterjubiläum hier in der Gemeinde feiern, indem er selbst ein Hochamt zelebrierte und der Frauenchor (die 11 Nothelfer) des Kirchenchors mit der Missa de Angelis auftrat. Die ganze Kirchengemeinde nahm regen Anteil an dem Fest ihres Pfarrers.
Im Januar und März 1941 erhielt die Kirche die vom Frohnauer Bildhauer Hans Lotter angefertigten Schutzengel aus Muschelkalk. Gemäß Lenzels Auftrag sollten es zehn Lichtengel werden, aber die Kunstkommission im Ordinariat lehnte die als Gipsmodell vorliegenden Figuren ab, sie seien nicht dem Zeitgeschmack entsprechend und die Anzahl sei auch unpassend. So zog sich die Aktion Engel hin, Stiländerungen und weitere Meinungsverschiedenheiten veranlassten Pfarrer Lenzel, auf eigene Verantwortung acht Engel nach seinem Gusto zu bestellen. Er ließ die ersten vier Engel beidseits zu Füßen der beiden Evangelistenskulpturen aufstellen, die weiteren vier fanden Platz auf den Säulenkapitellen, die durch eine vorhergehende Änderung der Beleuchtungstechnik frei geworden waren. So fanden die Schutzengel doch noch die Zustimmung des Ordinariats. Der Gesamtpreis – ohne Transport- und Aufstellungskosten – hatte 1.440 Mark betragen.
Im Oktober 1941 lieferten Lotters Werkstätten aus Waidmannslust die sechs Apostelfiguren, die ihren Platz auf den restlichen Säulen der Seitenschiffe erhielten. Es handelte sich um die Darstellungen des Petrus, Paulus, Andreas, Jakobus der Ältere, Matthäus und Judas Thaddäus. Die Skulpturen wurden zusammen mit den Engeln im November benediziert. Da aber die Evangelisten Markus und Johannes im Stil absolut nicht zu den Apostelfiguren passten, ließ der Pfarrer die Evangelisten auf Konsolen an der Emporenbrüstung aufstellen.
Im gleichen Jahr 1941 verfügte Bischof Konrad von Berlin die vermögensrechtliche Selbstständigkeit der Kuratie, die damit offiziell zur Pfarrei erhoben wurde. Im Nachhinein, im Januar 1942 bestätigte der Berliner Polizeipräsident entsprechend dem geltenden Recht diese Änderung. Zu dieser Zeit gehörte die Gemeinde Niederschönhausen verwaltungsmäßig zum Archipresbyterat Berlin-Weißensee und dieses zum Gesamtverband der katholischen Kirchengemeinden Groß-Berlin.
Ab 1940 hatte sich Pfarrer Lenzel sehr für polnische Zwangsarbeiter eingesetzt, die in einem Lager auf dem Gelände des Schlosses Schönholz untergebracht waren. Er führte in seiner Kirche gesonderte Gottesdienste für sie durch, später lud er auch weitere Zwangsarbeiter aus verschiedenen Nationen zum Kirchenbesuch ein. Für Gottesdienste, die in einem französischen Kriegsgefangenenlager in Lichtenberg stattfanden, lieh er mit Zustimmung seines Ordinariats sogar liturgische Geräte aus.

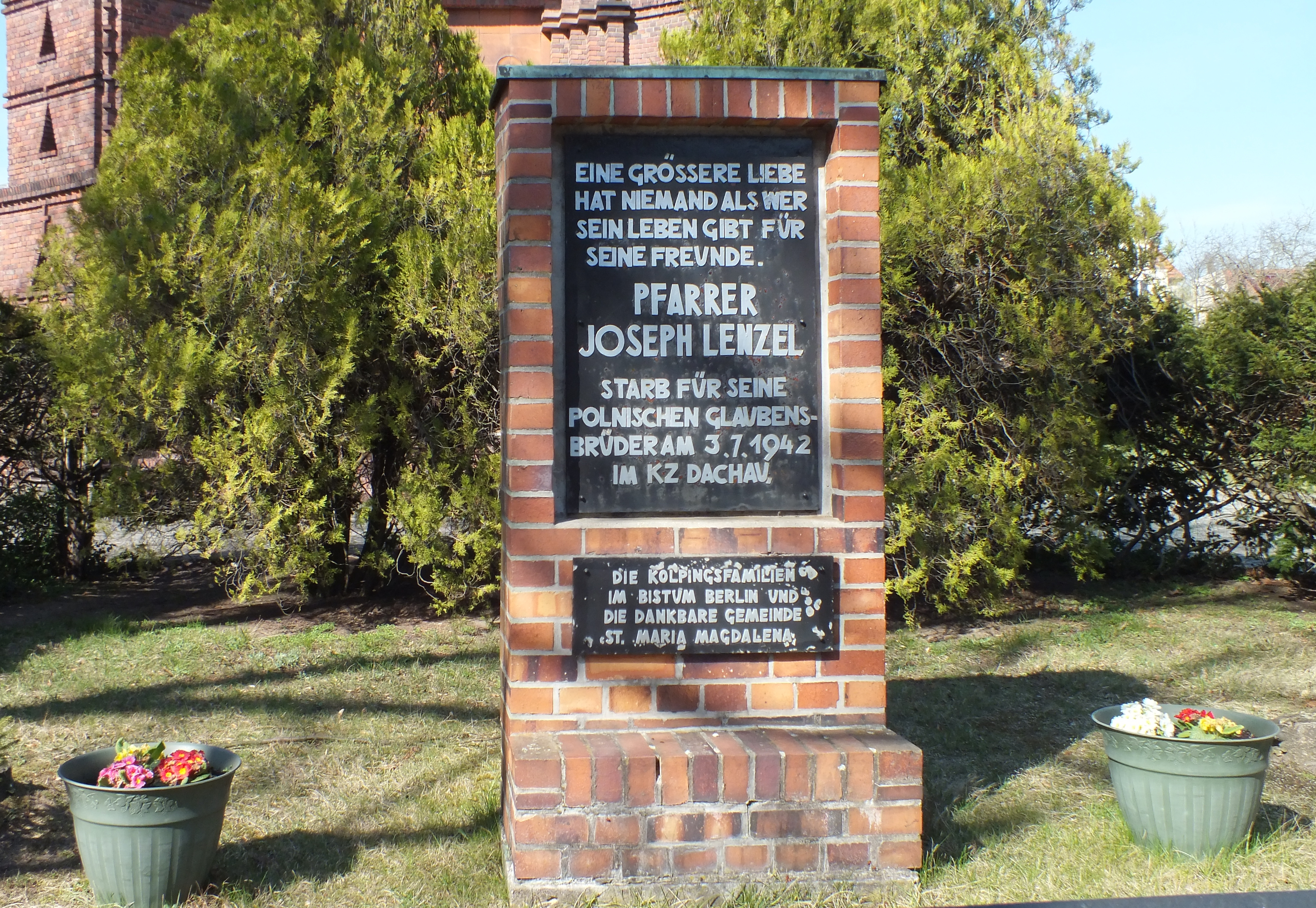
Denkmal für Pfarrer Lenzel

Das seelsorgerische Wirken von Pfarrer Lenzel endete schließlich mit seiner Verhaftung durch die Gestapo am 7. Januar 1942. Vorgeworfen wurde ihm sein Einsatz für die Zwangsarbeiter und sein Eintreten für Jesus Christus mit dem Gebot der Nächstenliebe. Er wurde am 3. Juli 1942 im Konzentrationslager Dachau ermordet. Zu seinem Gedenken brachte die VVN-Organisation am 8. September 1945 neben dem Kircheneingang eine Gedenktafel mit den Lebensdaten des Geistlichen und der Inschrift „als Kämpfer gegen den Faschismus“ an. Anlässlich des 40. Jahrestages der Wiederkehr des Todestages wurde diese Tafel abgehängt und stattdessen ein von der Kirchengemeinde finanziertes und in Auftrag gegebenes Denkmal eingeweiht, wie im Bild zu sehen.
Die drei großen Bronzeglocken mussten 1942 als Metallspende des deutschen Volkes abgeliefert werden und wurden zu Kriegsgerät umgeschmolzen. Die kleine Ave-Glocke blieb erhalten, weil der Kirchenvorstand sie zuvor abgenommen und im Pfarrgarten vergraben hatte.
Die Zeit des Zweiten Weltkriegs überstand das Kirchengebäude mit nur geringen Schäden, obwohl mehrfach Granatsplitter und Brandbomben auf dem Gelände der Kirche niedergingen und im Umfeld viele Häuser zerstört wurden. Bei einem Fliegerangriff im September 1941 durchschlug „ein ziemlich großer Granatsplitter das Glasdach über dem Büroeingang“, Personen kamen aber nicht zu Schaden.
Jedoch zerbrachen später die Fenster im Chorraum und die Fenster in der zweiten Etage. Eine Brandbombe war auch direkt in das Kirchenschiff gefallen, Pfarrer Juzek hatte sie jedoch in eine Decke gewickelt und eigenhändig aus dem Gebäude hinausgetragen. Noch im Februar 1945 fiel eine Phosphorgranate in den Pfarrgarten, explodierte jedoch nicht und versank in der Erde. Erst in den 1990er Jahren wurde sie gefunden und konnte gefahrlos entschärft werden.

### Fehlendes Pfarrhaus und Umbauideen des Gotteshauses
Das mit den Bauplänen des Architekten Sturm vorgesehene Bauensemble eines Gemeinde- und eines Pfarrhauses, die mittels Bogengängen seitlich an das Kirchengebäude anschließen sollten, wurde aus finanziellen Gründen fallen gelassen.
Parallel zur Orgelkomplettierung im Jahr 1937 griff Pfarrer Lenzel die Frage eines Pfarrhauses neu auf. Er fand verschiedene Möglichkeiten, in der Nähe der Kirche ein Wohnhaus für den Pfarrer bauen zu können. Darunter war ein eventueller Grundstückszukauf in der Eichenstraße, die Gewinnung von Investoren oder Darlehnsgebern, auch versuchte Pfarrer Lenzel in Zusammenarbeit mit der Lebensversicherungsgesellschaft Beo, für die er in der Gemeinde eifrig um Abschlüsse warb, eine Hypothek für den Pfarrhaus-Bau abzuschließen. Die Grundschuld für das Kirchengrundstück sollte in eine Hypothek umgeschrieben werden. Dieser Idee stand das gerade erlassene Reichsversicherungsgesetz entgegen, wonach es staatlichen Einrichtungen (wie den Geldinstituten) verboten war, Geld für kirchliche Zwecke zu verleihen. Die Beschaffung von Privatkapital erwies sich auch immer wieder als unmöglich. Unabhängig von der unklaren Situation hatte der Kirchenarchitekt Felix Sturm neue Baupläne für ein Pfarrhaus angefertigt, sich jedoch um die Geldangelegenheiten nicht weiter gekümmert. Nach vielen persönlichen Gesprächen und Kontakten konnte Joseph Lenzel schließlich im Oktober 1938 in einem gerade in der Nähe entstehenden Wohnhaus eine ganze Etage als Pfarrwohnung mit Gästezimmer mieten, die Miete von 145 Mark übernahm der katholische Gesamtverband. Doch eine Grundbausumme war vorhanden und Lenzel „konzentrierte sich nun auf die Ansammlung eines größeren Baufonds.“ Nachdem die Raten für die Erweiterung der Orgel Ende 1939 abbezahlt worden waren, wollte Pfarrer Lenzel mit der im Baufonds inzwischen aufgelaufenen Summe von mehr als 4000 Mark auf dem Kirchengrundstück wenigstens einen Pfarrsaal bauen lassen. Er setzte sich wiederum mit Architekt Sturm in Verbindung mit der Bitte um „schleunigste Anfertigung von Plänen und der Berechnung der ungefähren Kosten.“ Es sollte fast 7000 Mark kosten. Nach einigen Monaten und der von der Baubehörde geforderten Erklärung, nur Altmaterialien für den Bau einzusetzen – welche Architekt Sturm aus Abrissen besorgen wollte –, erhielt die Gemeinde die Baugenehmigung. Die ersten Bauvorbereitungsarbeiten unter Leitung des Baumeisters Hermann Bautz aus Niederschönhausen hatten gerade begonnen, als der Zweite Weltkrieg ausbrach. Die Behörden zogen Lastkraftwagen für den Kriegseinsatz ab, sodass die Lieferung der Steine und des Bauholzes nur schleppend erfolgte. Schließlich mussten alle Vorbereitungsarbeiten eingestellt werden.
Ein Pfarrhaus oder einen Pfarrsaal gab es bis zum Ende des „Dritten Reiches“ in Niederschönhausen nicht. Die angesammelte Bausumme wurde 1940 dafür verwendet, eine Statuengruppe der Kirchenpatronin Maria Magdalena und der Schmerzensmutter vom Bildhauer Lorenz anfertigen zu lassen, die über dem Hochaltar angebracht wurde, weil sich Bischof Preysing zu einem Besuch angemeldet hatte. Des Weiteren ließ Pfarrer Lenzel einen Brokat-Ornat arbeiten und auf eigene Rechnung einen vergoldeten Messkelch. Als der Krieg nach 1940 weiter andauerte, ordneten die Behörden zwar die Einrichtung eines Luftschutzkellers an, genehmigten aber keinerlei Bauarbeiten.
Die reine Taufkapelle wurde 1938 mit einem Kronleuchter, einem Gemälde Jesus stirbt am Kreuz und einer extra angefertigten schwarzen Trauerfahne ausgestattet und diente nach der Weihe nunmehr als Totengedenkhalle für die Verstorbenen der Gemeinde.
Zur konfliktlosen Verteilung der Kirchenschriften entwickelte Pfarrer Lenzel die Idee, eine Vorhalle zur Kirche zu errichten, die die Plattform zur Vortreppe überdachen könnte. Zur räumlichen Entlastung der Sakristei und diebstahlsicheren Unterbringung wünschte er den Einbau von Paramentenschränken in das Turmzimmer. Ansonsten hätte sich auch die Nutzung des Turmzimmers als Pfarrbibliothek angeboten. Andere Vorschläge bezogen sich auf kleinere Veränderungen im Kirchenschiff: Einbau zusätzlicher klappbarer Sitzgelegenheiten in den Seitenschiffen, Erneuerung der Farbanstriche an Wänden, im Deckengewölbe und in der Taufkapelle, sogar an die Ausmalung mit Fresken dachte Lenzel, die dann Szenen aus dem Leben der Maria Magdalena zeigen könnten. Detailliert stellte er sich vor, dass in der Konche hinter dem Altar ein goldenes Mosaik angebracht werden könnte. Er setzte aber auch ganz praktische Vorschläge um, vor allem zur Verbesserung der elektrischen Beleuchtung des Kirchenraumes.

### Nach 1945
Die Kirchengemeinde eröffnete 1946 einen Kindergarten in einem angemieteten Haus in der Platanenstraße 88, die Betreuung hatten die Schulschwestern aus dem Heim Maria Frieden übernommen. Nachdem die Schwestern ihren Dienst hier aufgegeben hatten, führte die Kirchengemeinde den Kindergarten in Eigenregie weiter.
Ab Herbst 1961 wurden die Katholiken aus dem Pankower Ortsteil Wilhelmsruh, die bis zum Mauerbau nach Reinickendorf gepfarrt waren, von der St. Maria-Magdalena-Gemeinde mit betreut. Um diesen Menschen den weiten Weg nach Niederschönhausen zu ersparen, führte der Pfarrer an zwei Sonntagen im Monat Gottesdienste in der evangelischen Lutherkirche in Wilhelmsruh durch.
In den 1960er Jahren beerdigte die Gemeinde symbolisch die Schutzengel, die ja ihrem Namen alle Ehre gemacht hatten.

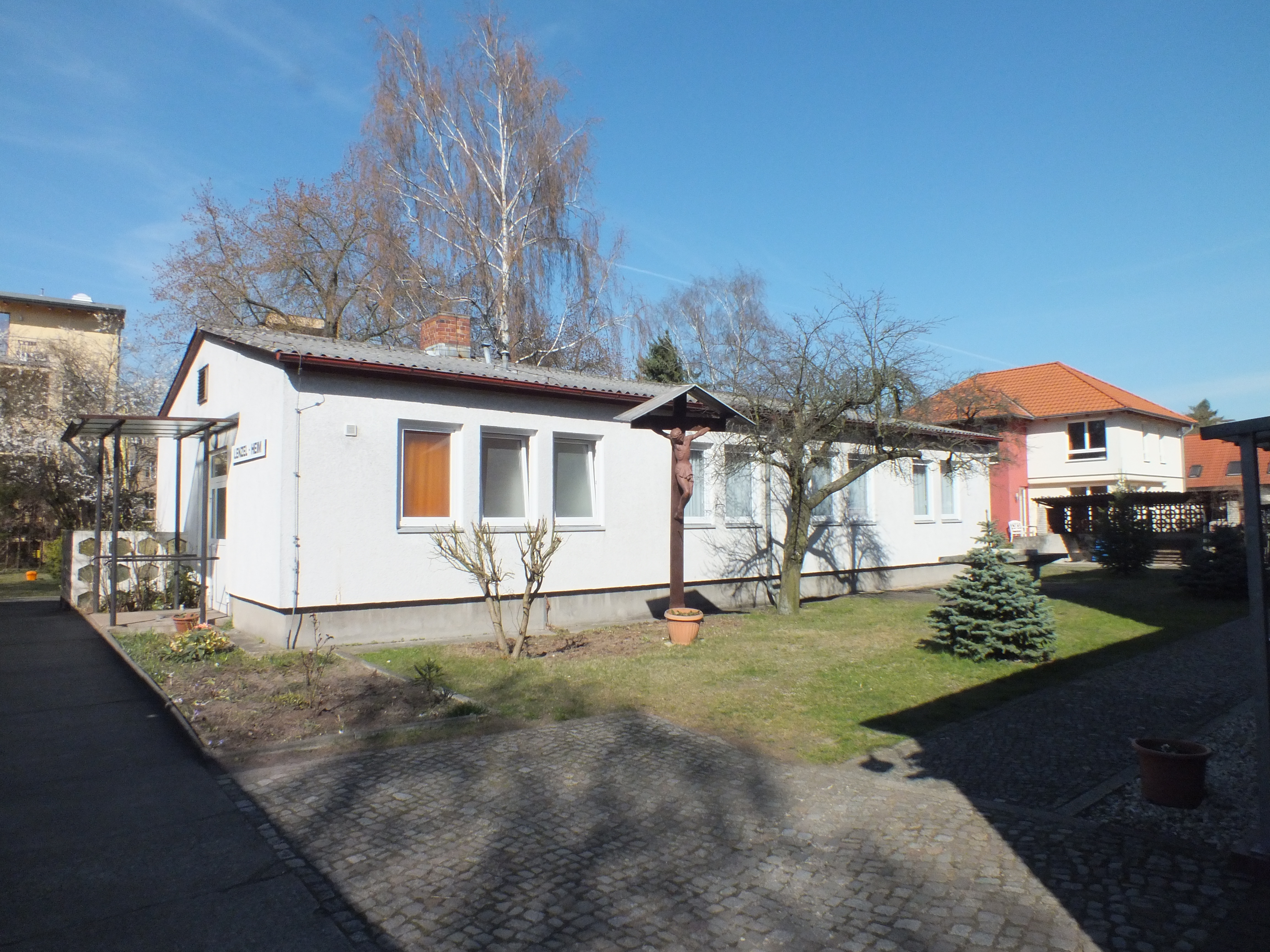
Lenzel-Heim

Da alle vorherigen Anstrengungen von Pfarrer Lenzel zur Errichtung eines Pfarrhauses letztlich ergebnislos geblieben waren, griff Pfarrer Grunschewski das Projekt wieder auf. Die vorhandenen Räumlichkeiten (ein Zimmer im Kirchturm, der Caritas-Keller unter dem Gotteshaus) erwiesen sich immer mehr als zu klein und ungeeignet für die zahlreichen Aktivitäten der Gemeinde. Es gelang ihm, eine transportable Baubaracke zu beschaffen und diese in geeigneter Weise umbauen zu lassen. Die so 1970–1972 entstandene Gemeindeeinrichtung erhielt den Ehrennamen Lenzel-Heim.

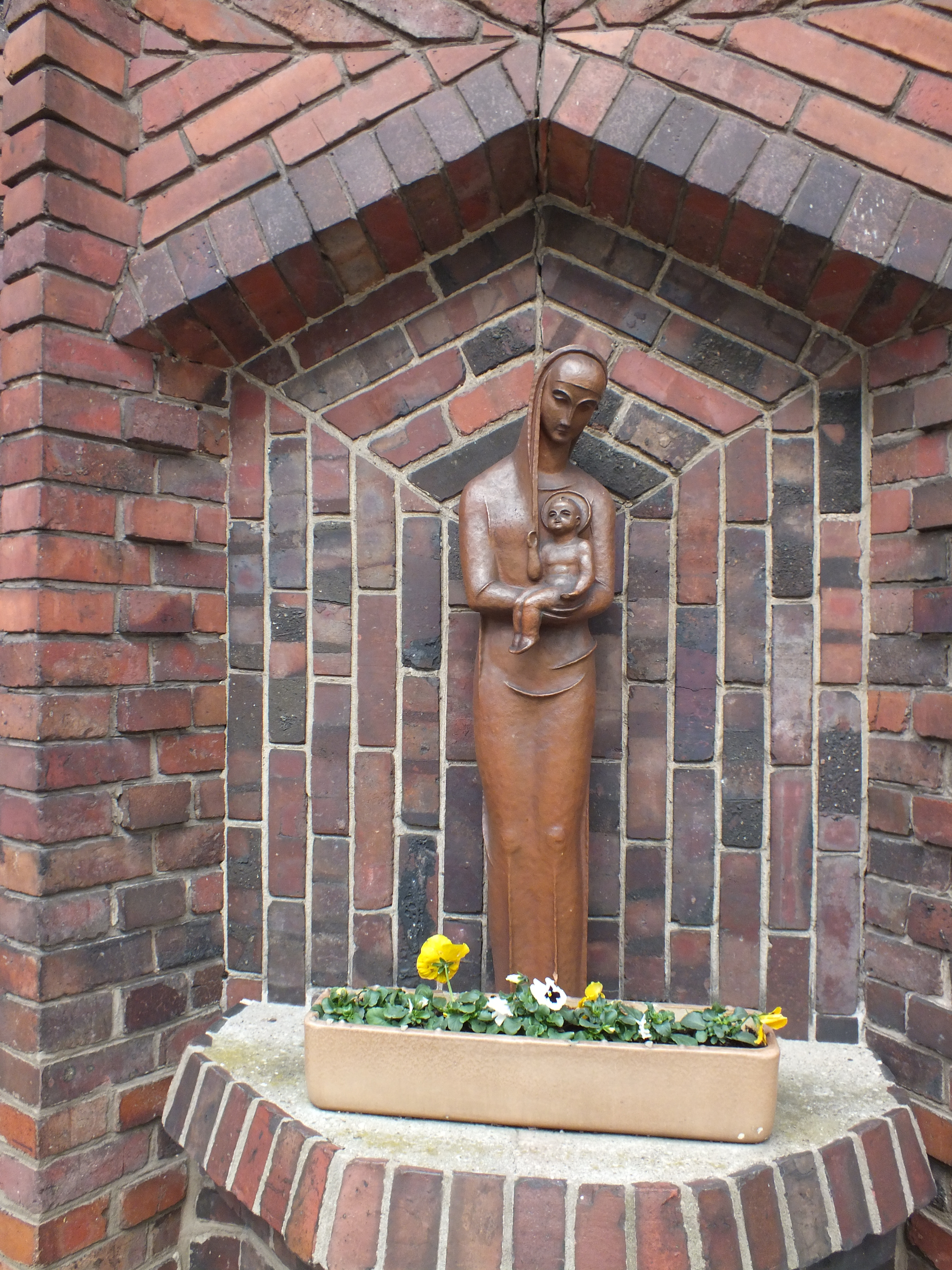
Maria auf dem ehemaligen Brunnenbecken an der Turmfront

Irgendwann in diesen Jahren wurde die frühere Taufkapelle bzw. die Totenehrenstätte komplett aufgehoben, sie war baulich in einem schlechten Zustand. Der Kirchenvorstand beschloss, die Figur der Maria an die Außenfassade der Kirche so zu versetzen, dass sie anstelle des kleinen Springbrunnens Platz fand. Das Rohrsystem war marode und hätte ausgetauscht werden müssen. Die Wand erhielt ein Kachelbild der Maria und wurde somit zu einer Marienkapelle.
Im Herbst 1979 erfolgten Vorbereitungen zur 50-Jahr-Feier der Kirchweihe, dazu teilte Pfarrer Grunschewski die Kanzel und ließ die Hälften links und rechts neben den Altar versetzen, auch die Ausmalung wurde erneuert, die Anbetungsengel vor die Orgelempore versetzt, wobei ihre Füße abgesägt und die zwei Evangelisten wieder auf die Seitenaltäre versetzt wurden.
Von der Nachkriegszeit bis Anfang der 1990er Jahre gab es um, an und in der Kirche weitere Erneuerungen und Modernisierungen, die das Leben in der Gemeinde Niederschönhausen bereicherten. Darunter fällt zum Beispiel eine neue hellere Ausmalung des Kirchenschiffs im Frühjahr 1952, die Weihung dreier neuer Klangstahlglocken durch Oskar Feige am 15. März 1959 sowie die 1981 vollzogene Erneuerung des Kirchendaches.
Nach der politischen Wende, im Jahr 1994 war der Alteigentümer der Immobilie Platanenstraße 88, die seit 1946 als Kindergarten gemietet worden war, an eigener Nutzung des Hauses interessiert und kündigte den Mietvertrag. Da passte es, dass das Bezirksamt Pankow aus finanziellen Gründen den städtischen Kindergarten in der damaligen Straße 5 (seit März 1999: Boris-Pasternak-Weg) 16 für einen neuen Träger ausgeschrieben hatte – die Gemeinde Maria-Magdalena erhielt dieses Haus zur Fortsetzung der Kinderbetreuung und veranlasste einige Umbauarbeiten. Hier können seitdem 65 Kinder betreut werden. Das Pfarrhaus konnte 1991 umfassend saniert werden. Schließlich wurde im Jahr 1995 eine neue Mikrofonanlage für die Kirche angeschafft. Das Erzbistum Berlin finanzierte nun Renovierungsarbeiten an und in der Kirche, unter anderem an der Orgel, die Anbetungsengel wurden restauriert und wieder am Altar angebracht. Außerdem konnten die Heizung und die Elektroanlage im Kirchenraum modernisiert werden, auch die Elektroanlage im Kirchturm und die Schallluken wurden erneuert.
Später folgten Sanierungen der Wege auf dem Grundstück, der Treppenstufen und des Eingangsbereichs der Kirche. Letzte Sanierungen nahm die Dachdeckerfirma Löbel vor, die mit Unterstützung des Bonifatiuswerks die komplette Eindeckung im Jahr 2007 erneuerte.
Die schlechte finanzielle Lage des Erzbistums Berlin und die sinkende Zahl der Gemeindemitglieder führte am 30. April 2004 zur Zusammenlegung der Gemeinde St. Maria Magdalena mit der katholischen Kirchgemeinde St. Georg in Berlin-Pankow. Seit diesem Zeitpunkt existiert nur noch die Pfarrgemeinde St. Georg, in der beide Einzelgemeinden unter einem Namen zusammengefasst werden.
Im Jahr 2003 hat sich der Gemeindeförderungsverein St. Maria Magdalena e. V. gegründet. Alle ehrenamtlichen Aktivitäten stehen unter dem Motto „Arbeit mit den Menschen“.

## Architektur

### Äußeres
Das aus Backsteinen bestehende Kirchengebäude wurde durchgehend mit Beuthener Klinkern verkleidet. Nach den Plänen des Architekten sollte das Gotteshaus durch Pfarr- und Gemeindehaus rechts und links von dem aufragenden querrechteckigen Turm ergänzt werden, jedoch konnte dieser Plan aus Kostengründen nicht umgesetzt werden.

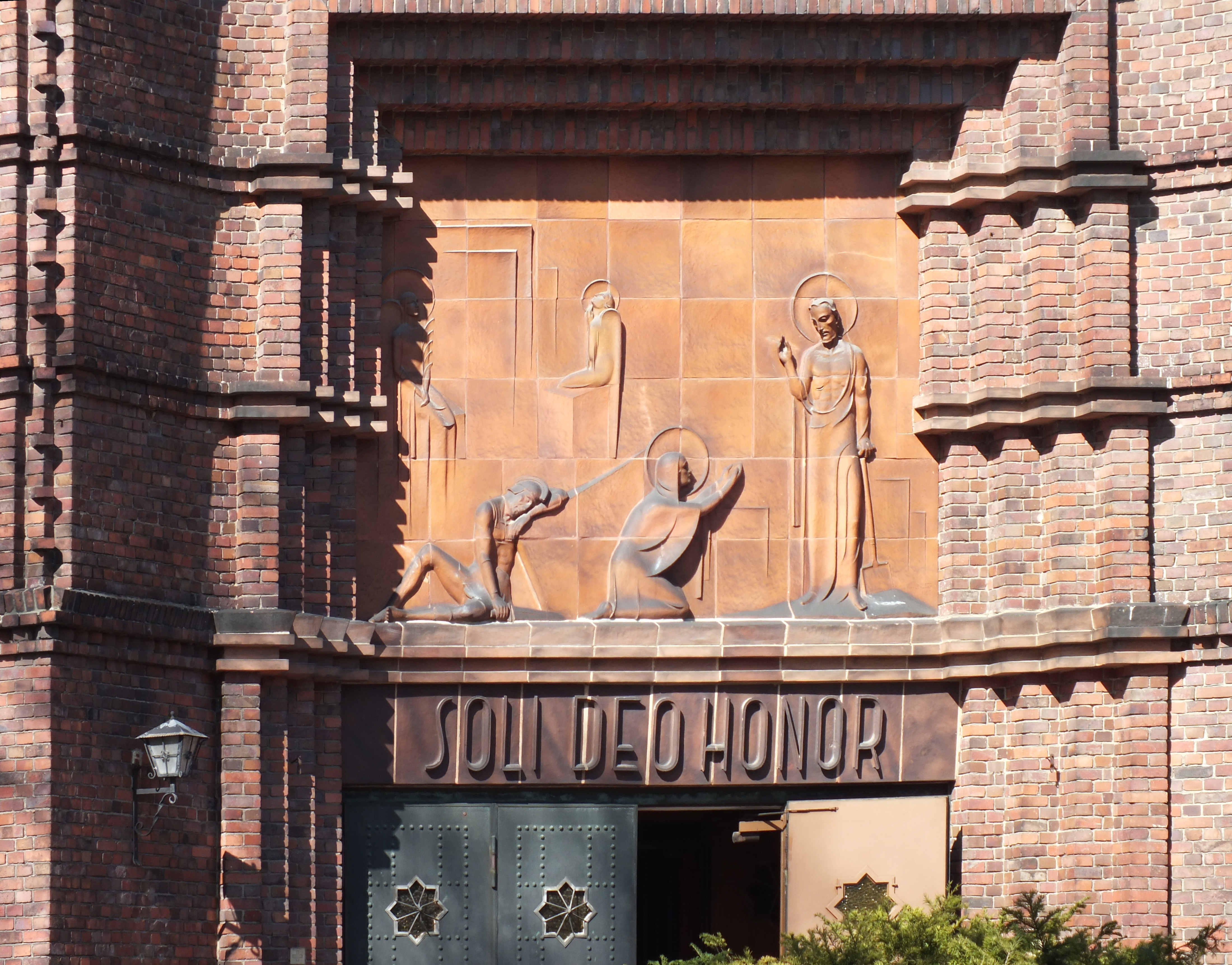
Terrakottabild über dem Eingangsbereich

Ursprünglich waren die Seitenschiffe, das Pfarrbüro und die Sakristei des Gotteshauses mit Dachpappe gedeckt. Diese Dachteile wurden in den letzten Kriegsjahren öfter von Granatsplittern durchschlagen, konnten jedoch repariert werden. Im Jahr 1941 ergab sich die Möglichkeit, Zinkplatten aufzubringen und diese grün zu lackieren, was der Küster selbst erledigte. Die Brandgefahr war damit erheblich vermindert. Das Kirchenhauptgebäude war dagegen von vornherein mit roten Dachziegeln gedeckt; die Arbeiten beim Erstbau hatte die einheimische Dachdeckerfirma Johann Rheinländer ausgeführt. Bei Reparaturarbeiten nach dem Zweiten Weltkrieg erhielten alle Dachteile einheitliche Dachziegel.
Diagonal vorspringende Anbauten bilden die Treppe, die zum Portal in der Turmfront führt, über dem ein Terrakotta-Relief im Tympanon die Erscheinung des Herrn nach der Auferstehung zeigt. Das Reliefbild und die 1930 angebrachte Inschrift SOLI DEO HONOR (lateinisch ‚Gott allein die Ehre‘) über den rechteckigen Flügeltüren entstanden nach Entwürfen des Bildhauers Paul Halbhuber. An der Fassade finden sich weitere eingesetzte Sternformen, unter anderem auch als Fenster.
Links vom Portal steht die Figur der Maria, die ursprünglich auf dem Taufstein platziert war. Dieser stand links vom Eingang im Inneren der Kirche, die nach Umbauarbeiten zur Marien-Kapelle wurde und einen kleinen Marienaltar mit Mosaikbildnis präsentiert.

### Turm

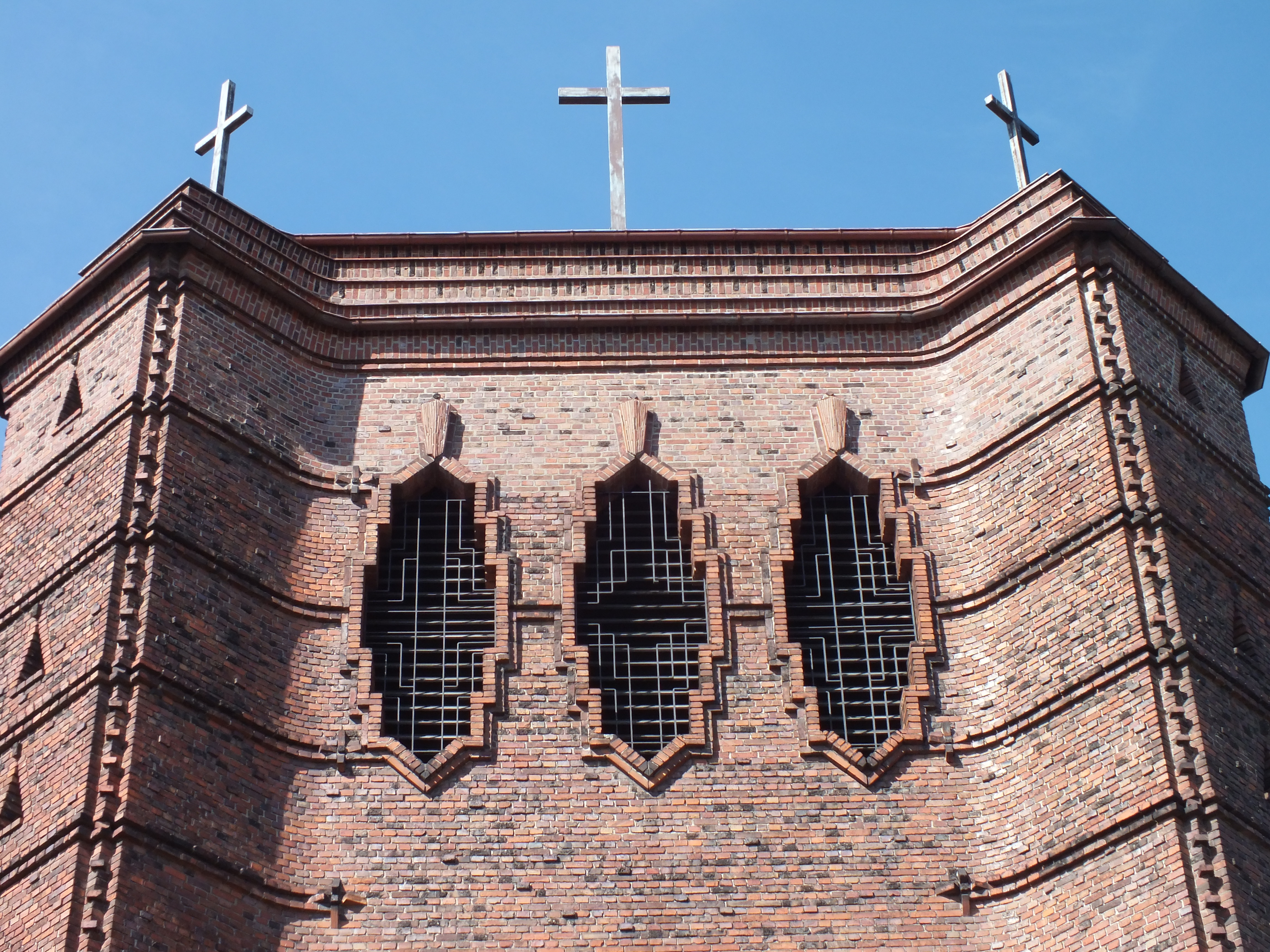
Turmoberteil

Als Fassadenschmuck am Turm dienten dem Architekten Stockwerksgesimse, noppenartig vorstehende Ecksteine sowie dreieckige Fenster. Drei gleich große und nebeneinander angeordnete Klangarkaden in polygonaler ovaler Grundform bilden einen ebenfalls auffälligen Schmuck (siehe Bild). Darüber befinden sich abgetreppte Gesimse, die mit einem flachen Zeltdach abgeschlossen sind. Drei gleiche Turmkreuze aus Stahlträgern, anfangs mit Blattgold belegt, dienen auch als Blitzableiter. Kuratus Lenzel hatte sich beim Bau vergeblich darum bemüht, nur ein einziges Kreuz auf dem Turm zu positionieren. Der Aufgang zur Orgelempore, zum Gemeinderaum und zur Glockenstube beginnt rechts neben dem Kircheneingang, 76 Stufen führen bis nach oben. An Stahlträgern hängen die drei 1959 neu installierten Stahlglocken hintereinander, die kleine Bronzeglocke hat ihren Platz näher zur südlichen Wand und nahe am Schallloch an einem extra Holm.

### Inneres

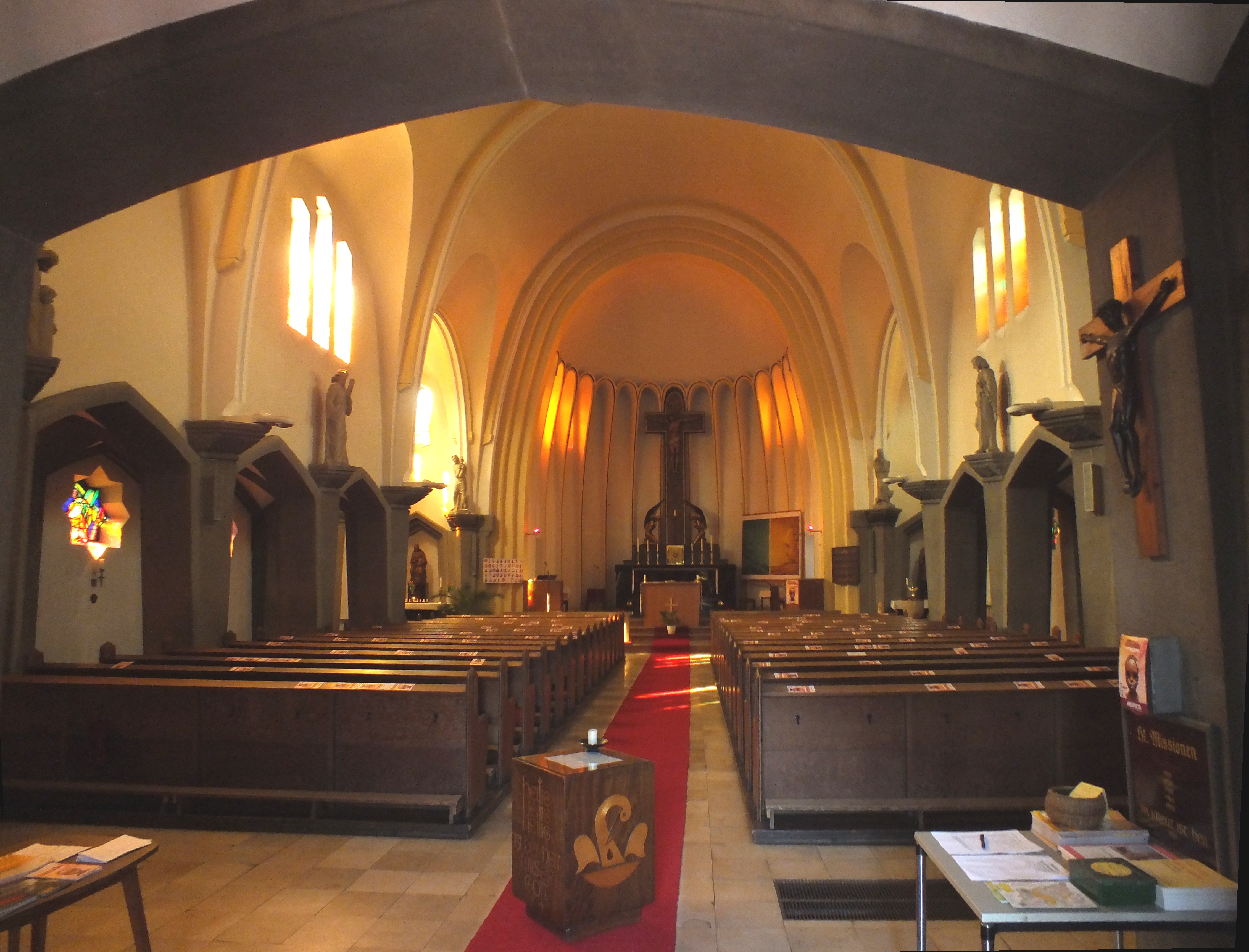
Innenraum, zum Altar hin gesehen

Der Innenraum, der von Osten unter dem Turm durch einen Windfang betreten wird, ist in einer Mischung aus Jugendstil und Expressionismus ausgeführt. Im Wesentlichen ist im 21. Jahrhundert noch alles im Original belassen. Die halbrunde Apsis mit ihren vertikalen nach oben parabolisch zusammenlaufenden Gliederungen baut sich um den Hochaltar auf. Die Wände zeigten anfangs eine grob strukturierte und dunkel wirkende Farbigkeit, die nach 1950 aufgehellt wurden. Die Fenster in der oberen Reihe des Chorraumes sind mit erhalten gebliebenen Original-Glasscheiben aus leicht eingefärbtem opakem Glas in den 1950er Jahren nachgestaltet worden, die übrigen Fensterflächen im Obergaden des Langhauses, als schmale Rundbogenfenster ausgeführt, sind gleichzeitig in angepasster zarter Farbigkeit eingefügt worden. Die früheren dreiteiligen Fenster mit einem Bildnis in der Mitte sind nicht mehr vorhanden und auch nicht nach den Bauunterlagen erneuert worden.
Ein abgestufter Triumphbogen verbindet das Mittelschiff und die Apsis miteinander. Die Gewölbeformung, die Lichtführung und die Architektur der Apsis erfassen den gesamten Kirchenraum und lenken den Blick zum Altar, dem sakramentalen Mittelpunkt eines jeden Gottesdienstes. Die kreuzgewölbeartig überhöhten Seitenkapellen führen zu den Seitenschiffen, die als Umgänge für Prozessionen angelegt sind. Die Glasbilder zum Thema Passion Christi sind in die Wände der Seitenschiffe eingearbeitet und aufgrund ihrer Ausdrucksstärke ein passendes Beispiel expressionistischer Kunst.
Die Pfeiler im Mittel- und Seitenschiff sowie der Triumphbogen und die Emporenbrüstung sind mit Muschelkalkbeton verkleidet. Alle Gewölbeteile sind selbsttragend aus Monier konstruiert.
Wegen der sehr schmalen Seitenschiffe ist das Mittelschiff großzügig und weit, beide bilden das basilikal angelegte Langhaus, das durch Parallelbögen geteilt wird. Vom Mittelschiff leiten hohe Stichkappen aus der Parabeltonne zu den Bögen des Querhauses über. An diesen Stellen rechts und links vom Altarraum an den Stirnseiten der Seitenschiffe haben die Nebenaltäre ihre Plätze.
Trotz der knappen finanziellen Mittel sind für die Ausstattung edle Materialien, vor allem Marmor verwendet worden: der Chorraum ist schachbrettartig mit gelben und roten Platten ausgelegt (deutschgelber Marmor und ungarisch-roter Marmor), der Hochaltar besteht aus Schupbacher Marmor. Zusätzlich kamen Solnhofener Platten für den Kirchenraum-Fußboden und belgischer Granit für die Seitenaltäre zur Anwendung.

## Ausstattung

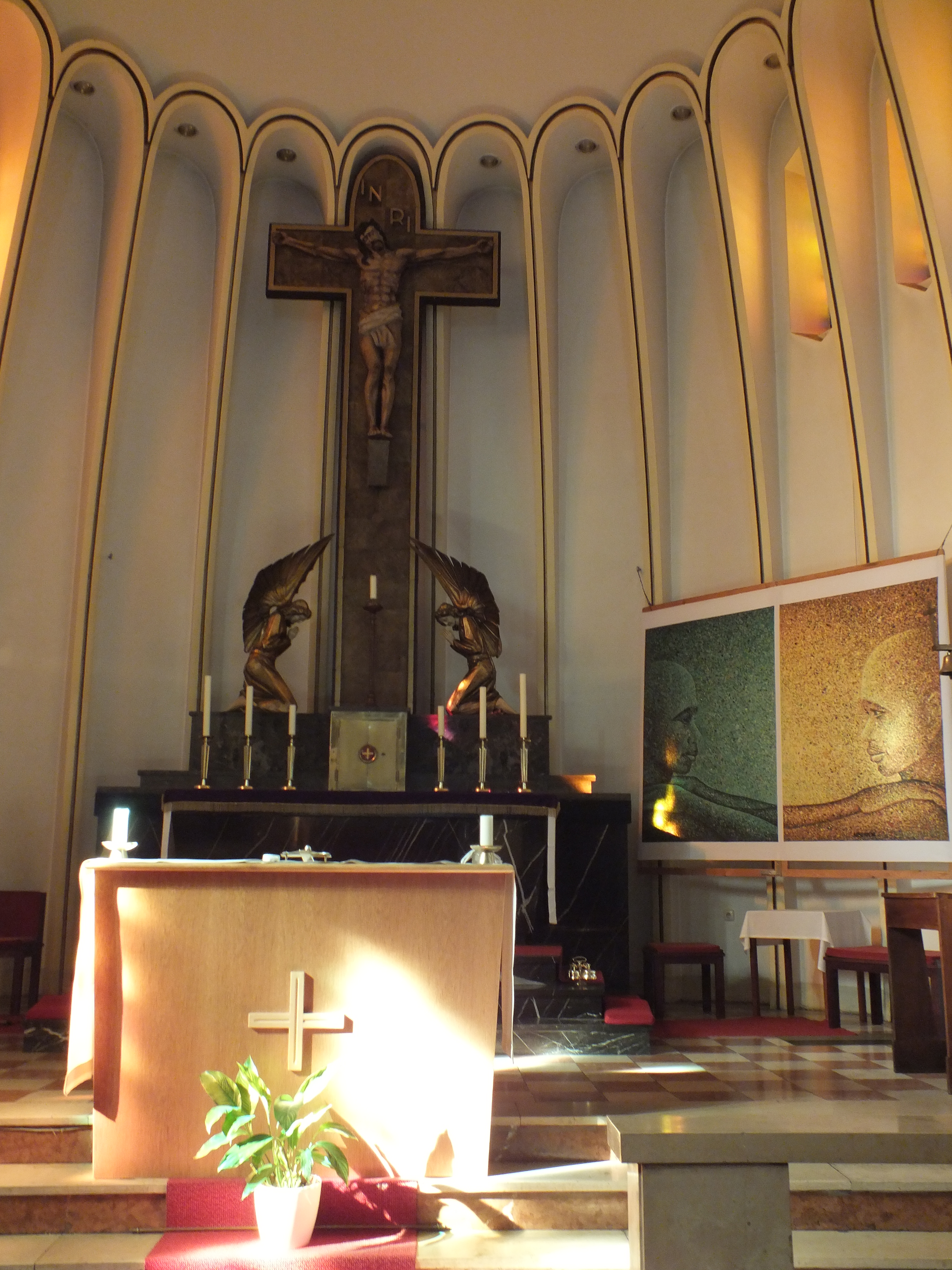
Chor mit Altar

### Altarbereich

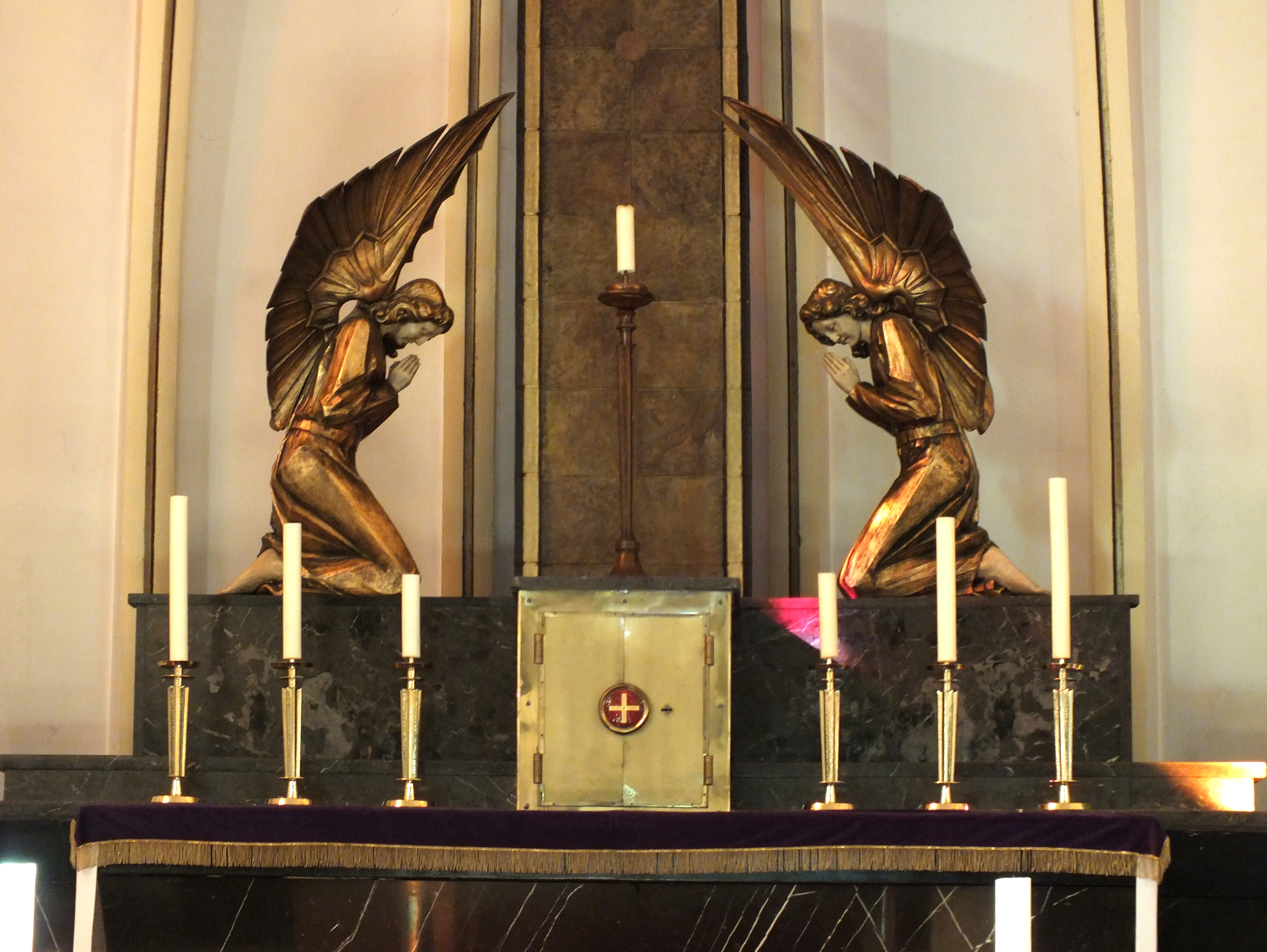
Altardetail mit den Anbetungsengeln beiderseits

Über dem Hauptaltar, der auf Anregung des Kuratus Lenzel auf Basis einer visionären Schau des Hl. Johannes in der Apokalypse einer alttestamentlichen Bundeslade nachgestaltet wurde, hängt ein großes Altarkreuz: auf einem stabilen Holzgerüst befindet sich ein Kruzifixus aus Terrakotta, das in der Porzellanmanufaktur Meißen gebrannt worden ist. Während des Transports nach Berlin brach jedoch der Körper infolge einer Autopanne und die Chorausstattung wäre dadurch beinahe zur Kirchweihefeier nicht fertig geworden. Doch rasch wurde das hier vorhandene Gipsmodell mit Farbe gestrichen und angebracht. Erst mehrere Wochen später lieferte Meißen einen neuen Korpus, der nun gegen das Gipsmodell ausgetauscht wurde. Dieses erhielt anschließend einen Platz an einer Seitenwand der Vorhalle der St. Georgskirche in Pankow. Die Statuengruppe der Mater dolorosa und der Maria Magdalena über dem Hochaltar wurde nicht wieder aufgestellt.
Der Tisch des Herren ist ein Werk des Pankower Bildhauers Paul Müller. Das Tabernakel und die Cherubims entstanden in der Werkstatt des Bildhauers Hans Lotter aus Berlin-Frohnau. Die Skulpturen der Seitenaltäre mit der sitzenden Gottesmutter und die Josephfigur stammen ebenfalls aus der Werkstatt von Lotter. Als Vorbild für die Marienfigur diente ihm eine von Guido Martini geschnitzte Holzfigur aus dem Besitz von Pfarrer Lenzel. Für den Josephsaltar schaffte die Gemeinde 1940 noch einen gesonderten Altarstein an.
Pfarrer Wittig hatte in den 1990er Jahren vor, den Altarraum so zu verändern, dass der Altar der Gemeinde zugewandt ist und der Priester die heilige Messe „versus populum“ (‚zum Volk gewandt‘) feiern kann. Das hätte die Aufstellung eines weiteren Altars bedeutet, was weder vom Denkmalschutz noch von vielen Gemeindemitgliedern gut geheißen wurde. So erwarb Jörg Wittig schließlich auf eigene Kosten einen kleinen hölzernen Opfertisch und stellte ihn so auf, dass er den versammelten Christen zugewandt ist.
Die Apsis ist zusätzlich mit einer marmornen Kommunionbank und einer Kanzel ausgestattet, die später geteilt worden ist.

### Taufstein und Fenster

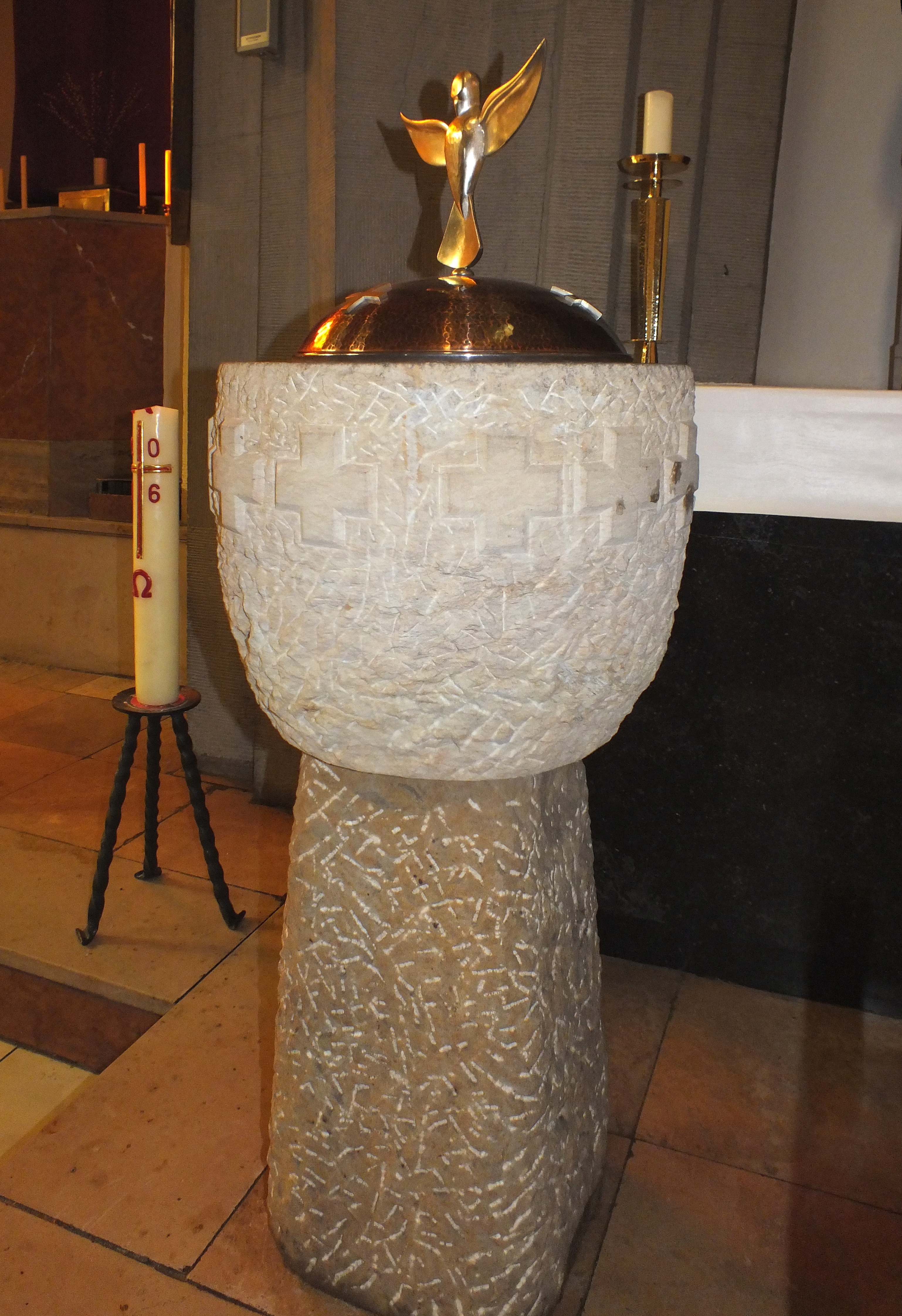
Taufstein (neu)

Der Taufstein mit figürlicher Keramik (Maria mit Kind) sowie die Apostel an den Längswänden des Kirchenhauptraumes wurden in den Hami-Werkstätten hergestellt. Die Maria-Figur erhielt später ihren Platz anstelle des früheren Taufbrunnens außen an der Turmeingangsfront, der Stein selbst wurde aufgegeben. Als der Kirchgänger und Steinmetz Carlo Wloch feststellte, dass in der Kirche nun ein Taufstein fehlte, fertigte er einen neuen an und spendete diesen seiner Gemeinde.
Die Kreuzwegfenster des Glaskünstlers Otto Peters aus Paderborn hatten die Gemeindemitglieder noch vor dem Ende des Zweiten Weltkriegs vorsichtig abgenommen und eingelagert, so konnten sie Ende der 1940er Jahre mit Hilfe der Werkstatt des Glasmalers aus Paderborn wieder eingesetzt werden. Sie zeigen keine kompletten Kreuzwegszenen, sondern das ausdrucksstarke Antlitz von Jesus bildet den steten Mittelpunkt. Mit nur wenigen Details drum herum in den acht Ecken der sternförmigen Fenster gelang es dem Künstler, die genauen Stationen einprägsam darzustellen: Beispielsweise behutsame Hände, die das Leichentuch halten. Die klare Farbigkeit bringt die Passionsgeschichte den Kirchenbesuchern eindringlich ins Bewusstsein.

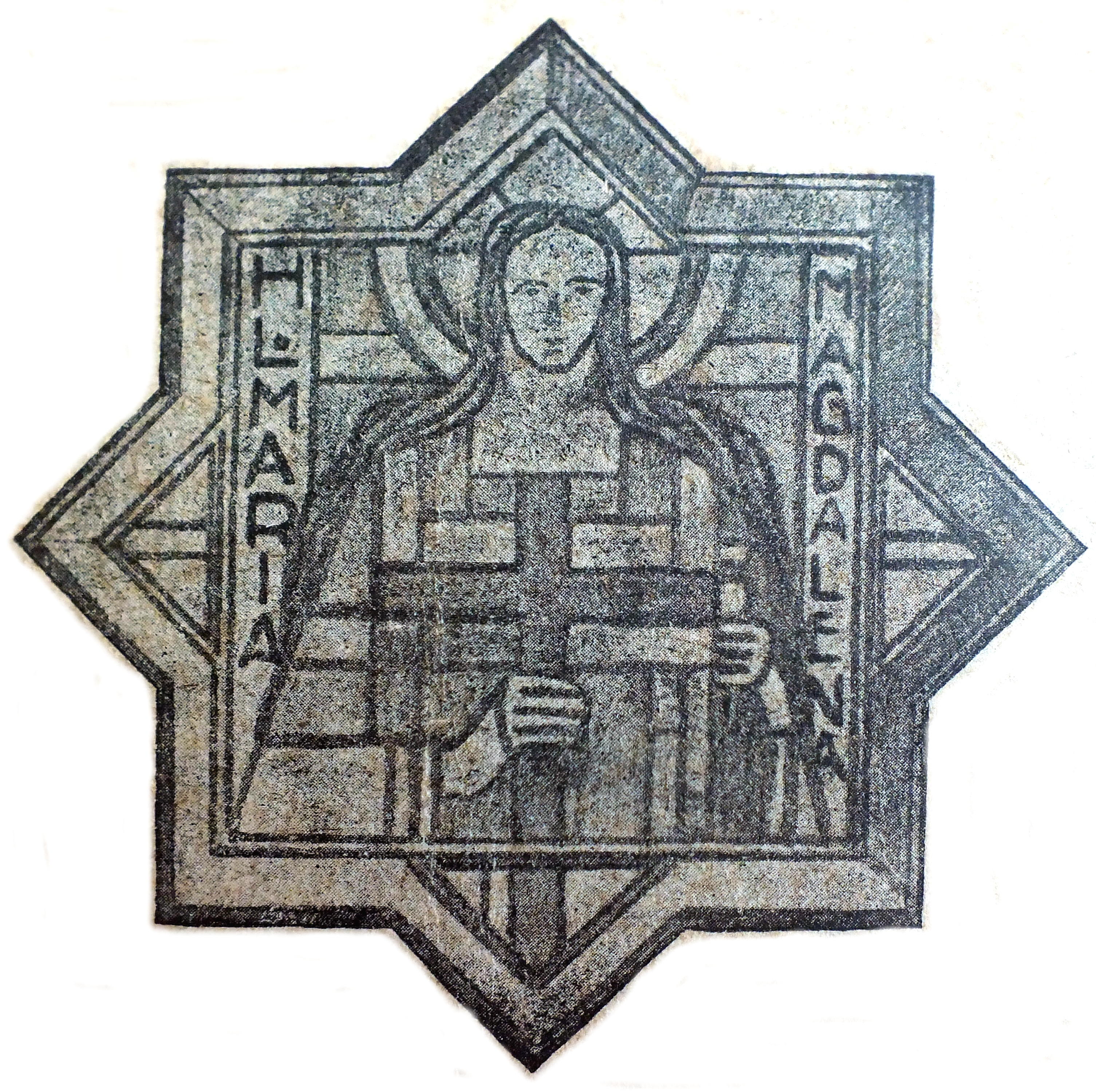
Ursprüngliches Magdalenen-Fenster am Turmgiebel

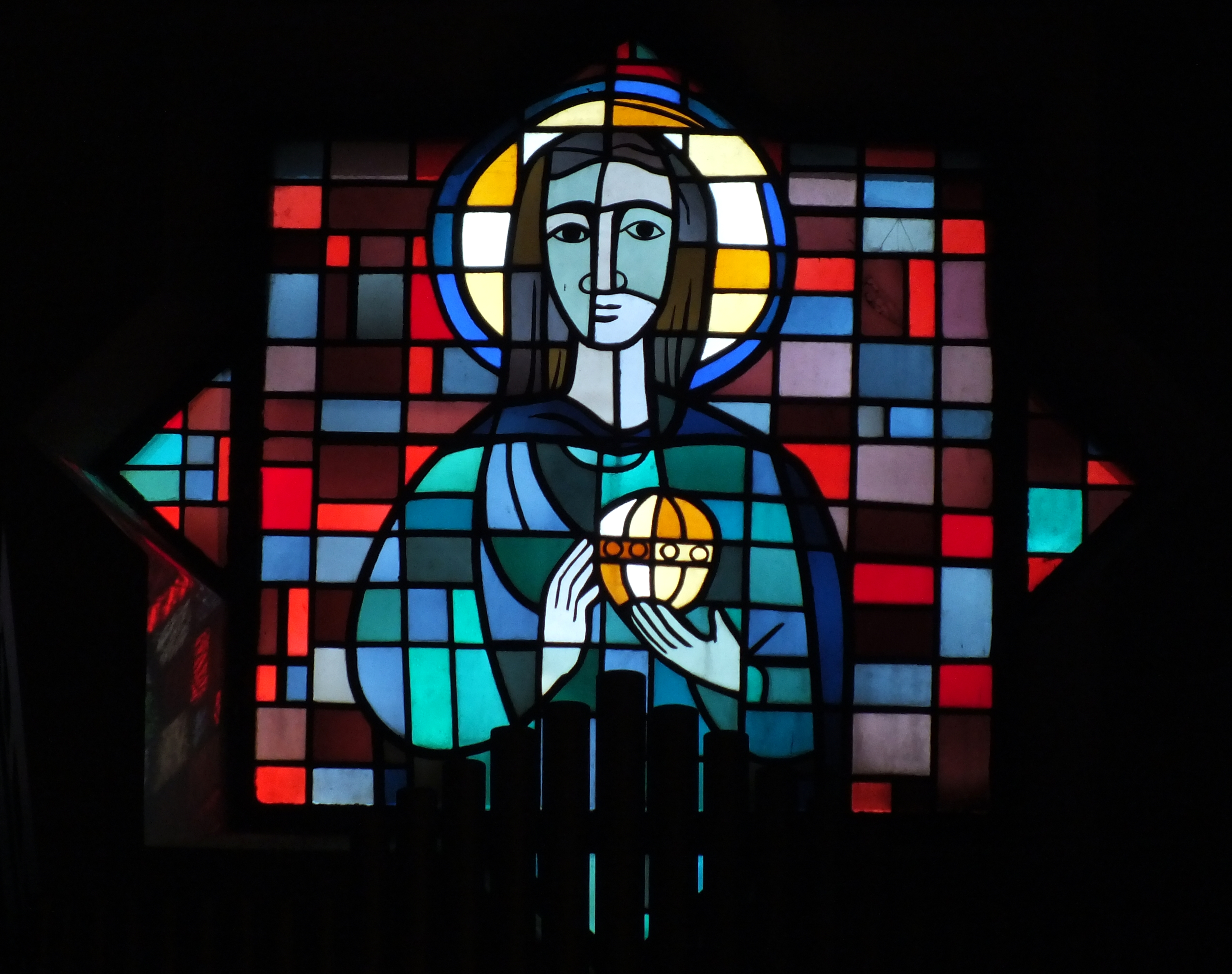
Maria-Magdalena-Fenster

Am Giebel des Kirchturms in Höhe der Orgelempore wurde ebenfalls ein sternförmiges Fenster eingesetzt. In diesem befand sich anfangs ein Brustbild der Kirchenpatronin Maria Magdalena, senkrecht links und rechts hinter ihr war der Schriftzug „HL. MARIA MAGDALENA“ zu lesen. Der Künstler ist nicht überliefert. Dieses Fenster ging im Zweiten Weltkrieg zu Bruch, da es nicht ausgebaut werden konnte. Im Jahr 1967 stiftete die Kirchengemeinde aus Anlass des silbernen Priesterjubiläums von Pfarrer Juzek ein neues farbiges Glasfenster mit dem Bildnis der Kirchenpatronin. Der Künstler ist ebenfalls nicht dokumentiert.
Die dreiteiligen Seitenfenster des Kirchenhauptschiffs mit einer Zeichnung in der Mitte wurden im Jahr 1938 so verändert, dass mehr ungehemmtes Tageslicht eindringen konnte: der einheimische Glasermeister Willi Tscheche aus der Niederschönhauser Waldemarstraße hat die beiden Seitenteile eines jeden Fensters umgedreht und die tiefdunkelblauen Teile durch helleres Glas ersetzt, dadurch gingen die Beschwerden der Kirchenbesucher über das relativ dunkle Kircheninnere deutlich zurück. Sie mussten nach 1945 komplett erneuert werden.

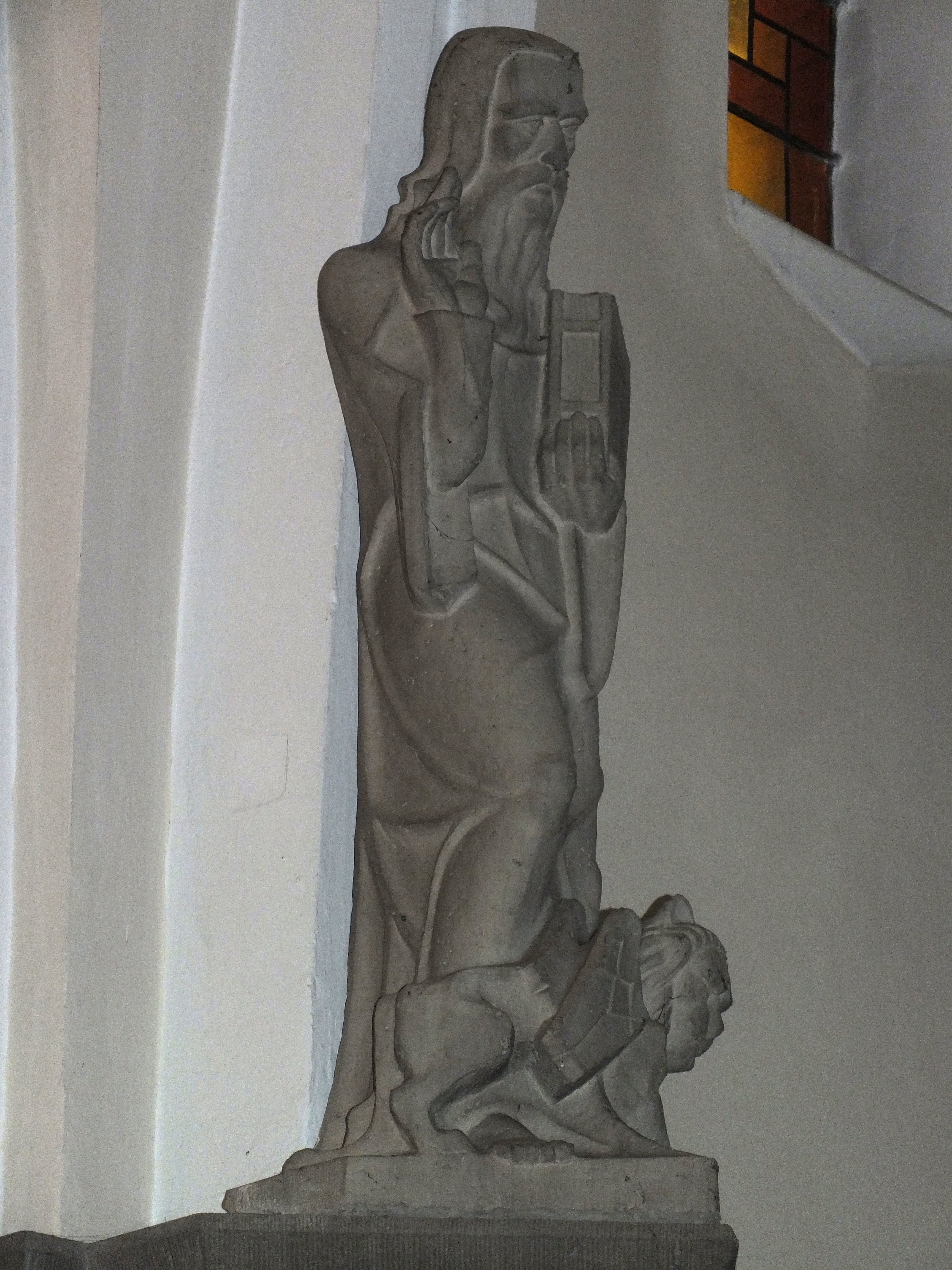
Evangelist Markus

### Bestuhlung, Beleuchtung und Skulpturen
Die Kirchenbänke und Beichtstühle fertigte die Tischlerei Adolf Krieg/Dobinski aus dem späteren Berlin-Prenzlauer Berg (damals: Berlin N 58). Die Beichtstühle stehen in kleinen Kapellen rechts und links unter der Orgelempore; ein Beichtstuhl ist noch im Original erhalten.
Die Hauptbeleuchtung für die Kirche erfolgt durch einfallendes Tageslicht über die farbigen Fenster im Mittelschiff sowie durch elektrische Leuchten. Letztere hatte Architekt Sturm hinter Mattglasscheiben auf den Pfeilern verborgen, wodurch die Beleuchtung überwiegend indirekt erfolgte. Diese „wirkt zwar ganz fabelhaft, verbraucht aber auch ungeheuer viel Strom“, wie Pfarrer Lenzel der Chronik anvertraute; monatlich fielen allein dadurch 26 Mark Energiekosten an. Entsprechend dieser Erkenntnis ließ Lenzel eine neue starke Deckenleuchte (mit einer 300-Watt-Glühlampe bestückt) installieren und die anderen Beleuchtungskörper ausschalten. Die Ausgaben konnten so halbiert werden, aber vom künstlerischen Standpunkt war das nicht zufriedenstellend. Lenzel dachte darüber nach, anstelle der verdeckten Mattglasleuchten auf den Pfeilern kleine Engel zu installieren, die in ihren Händen Leuchten halten, womit die unschöne Hängelampe wieder entfernt werden könnte. Das hätte aber eine größere Ausgabe bedeutet und wurde vorerst nicht weiter verfolgt.
Auf den Arkadenpfeilern der Seitenkapellen stehen Skulpturen der Evangelisten Markus und Johannes, auf den Nischenbögen zwischen den Fenstern sechs Apostel-Figuren.
Die Seitenaltäre rechts und links vom Gewölbebogen zwischen dem Hauptschiff und dem Chorraum sind mit Statuen der Maria mit Kind und des Joseph von Nazareth ausgestattet. Die Evangelisten und die Altarleuchter hatte der Bildhauer Paul Halbhuber entworfen und 1941 in den Hami-Werken Berlin S 59 herstellen lassen. Letztere zeigen deutlich die Stilvorstellungen der NS-Zeit, sie sind gröber und kantiger ausgeführt als die Apostelfiguren an den Seitenschiffen.

### Orgel

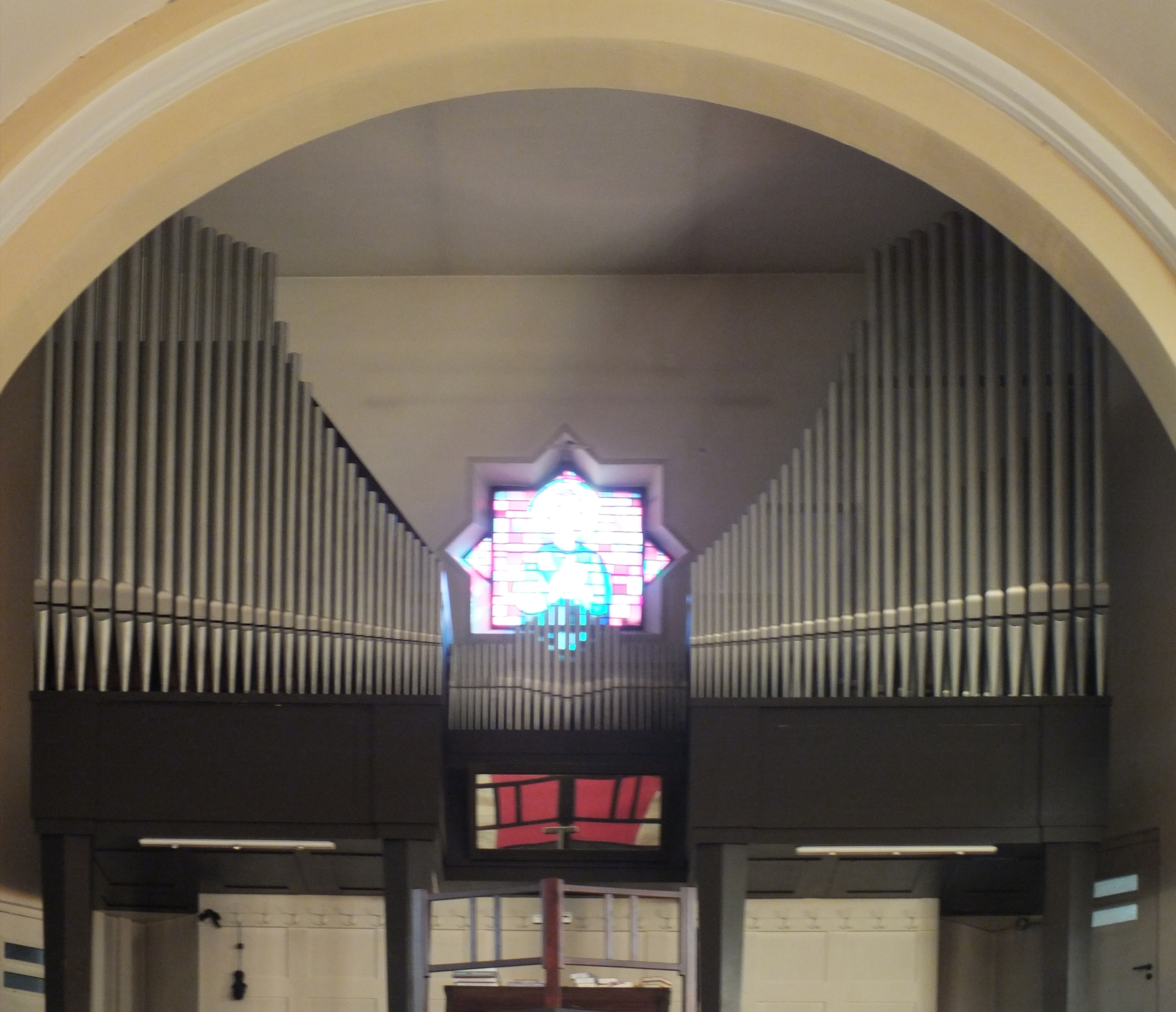
Orgel

Zum Bau einer Orgel hatte die Kirchengemeinde verschiedene Angebote bei den entsprechenden Werkstätten eingeholt. Kuratus Lenzel hatte in der Märkischen Volkszeitung zu dieser Gelegenheit einen Bericht gelesen, dass der Charlottenburger Orgelbaumeister Hans Casper die Kirche St. Augustinus mit einer großen Orgel für wenig Geld ausgestattet hatte. Dessen Pfarrer und Organist war mit dem Klang zufrieden. Lenzel ließ sich das Instrument vorführen und erteilte nun – nach Rücksprache mit dem Architekten Felix Sturm und dem Pankower Organisten – Hans Casper den Auftrag zum Bau einer Orgel für das neue Gotteshaus. Diese sollte zwei Wochen vor der Kirchweihe fertig sein. Falls dies nicht gelänge, wäre eine Konventionalstrafe fällig. Die Orgel mit neun klingenden Stimmen und zwei Manualen sollte 4.200 Mark kosten, davon wurden 1.200 Mark für den Ankauf des Materials sofort bezahlt. Die eigentlichen Arbeiten an den Orgelbauteilen zogen sich stark in die Länge, die Termineinhaltung war dadurch nicht mehr möglich. Lenzel bewertete in der Chronik das Geschehen so: „Er [Casper] pfuschte nur an den Pfeifen herum, verbrauchte unheimlich viel Strom; aber es war gut, daß er die Arbeit nicht zu Ende brachte, denn es stellte sich bald heraus, daß er ein Nichtskönner, ein Pfuscher und Betrüger war. Die Orgel in St. Augustinus musste nach kurzer Zeit vollständig neu gebaut werden, 10.000 Mark waren weggeworfen. Wir verloren nur die 1.200 Mark Anzahlung.“
Der Architekt Sturm verbot Hans Casper die weiteren Arbeiten in der Kirche, die Pfeifen und das Werkzeug mussten liegen bleiben. Schließlich klagte Kuratus Lenzel auch gegen ihn, allerdings erfolglos. Diesen Ereignissen folgte ein finanzielles Nachspiel, denn Casper hatte die Materiallieferungen nicht bezahlt und nun forderte der Hersteller die Herausgabe des Materials oder eine Entschädigungszahlung in Höhe von mehr als 2.500 Mark von der Kirchengemeinde. Wegen eines Verfahrensfehlers zog der Materiallieferant schließlich seine Klage zurück. So besaß die Gemeinde nun gutes Pfeifenmaterial und eine Winderzeugermaschine, was beim späteren Bau einer Orgel Verwendung fand. Ein Gemeindemitglied hatte zur Kirchweih kurzfristig sein Harmonium an die Kirche verliehen.
Einige Orgelbaufirmen hatten von dem Missgeschick mit dem hiesigen Orgelbau gehört und wollten das Geschäft machen, doch es war kein Geld vorhanden und Pfarrer Lenzel „hatte die Lust zum Orgelbau verloren“. Zur Überbrückung ließ er sein Harmonium auf die Empore schaffen, das Leihgerät ging zurück. Wie es hieß, „füllte [das Harmonium] mit seinem vollen schönen Klang den Kirchenraum ausgiebig, so dass viele es für eine Orgel hielten.“ Um nun frisches Geld für eine Orgel zu sammeln, gründete der Kirchenchor auf Anregung seines Dirigenten Walter Daumann einen Orgelfonds. Im Frühjahr 1933 besuchte ein Mitarbeiter der böhmischen Orgelbaufirma Rieger, Egon von Glatter-Götz, die Gemeinde und bot an, unter Nutzung des vorhandenen Materials zu sehr günstigen Konditionen eine passende Orgel zu bauen. Das sei deshalb so günstig, weil die 1875 gegründete Firma in Berlin Fuß fassen wollte. Ein Herstellungs- und Liefervertrag über eine 18-stimmige Orgel, die in monatlichen Raten über fünf Jahre abbezahlt werden konnte, wurde ausgehandelt. Doch das zuständige Ordinariat prüfte lange und versagte zum Ende des Jahres 1933 seine Zustimmung zu diesem Vertrag. Glatter-Götz kam daraufhin zu einem weiteren Gespräch und schlug vor, die Orgel in Etappen einzurichten. So kam es schließlich zu dem Kompromiss, dass zunächst nur ein Manual eingerichtet werden sollte, dagegen aber ein kompletter fächerartiger dekorativer Pfeifenprospekt nach einer neuen Skizze des Architekten. Das fand im März 1934 die Zustimmung des Ordinariats und bereits am 23. September des gleichen Jahres nahm Pfarrer Feige aus St. Georg die Orgelweihe vor. Nachdem die Orgel das erste Mal im Kirchenraum erklungen war, flossen dem Orgelfonds schnell weitere Spendenbeträge zu. Besonders beeindruckend fand Pfarrer Lenzel, dass die Witwe eines evangelischen Christen, die selbst aber katholisch war und äußerst sparsam lebte, 500 Mark mit den Worten „etwas für die Orgel“ stiftete. Im Ergebnis dieser großen Spendenbereitschaft konnte die Orgel im Wert von 4470 Mark bereits nach zwei Jahren abbezahlt werden.
Da in diesen Jahren auch das Pfarrhaus auf dem Kirchengrundstück geplant und sein Bau vorbereitet wurde, blieb es vorerst bei dem halben Instrument. Doch im Angesicht der zu erwartenden wirtschaftlichen Probleme, insbesondere der Verteuerung und Verschlechterung von Material- und Lohnkosten in der Zeit des Nationalsozialismus, kam der Orgelbau-Vertreter im Dezember 1937 mit einem weiteren Angebot zu Lenzel. Die Firma würde zu den bisherigen Bedingungen nun rasch das zweite Manual für einen Festpreis von 5285 Mark einbauen. Aber wieder war kein Geld da, die Gemeinde und der Kirchenvorstand waren nicht befragt worden und auch nicht das Ordinariat – Pfarrer Lenzel aber unterschrieb den Liefervertrag. Er setzte sein „ganzes Vertrauen auf die göttliche Vorsehung, der zu Ehren letzten Endes der Bau erfolgen sollte.“ Erst in einer Weihnachtsansprache machte Lenzel nun die Gemeinde mit dem neuen Orgelprojekt vertraut, nachdem er anfangs nur den Chordirigenten eingeweiht hatte. Die Finanzierung auf dem früheren Wege funktionierte nun jedoch nicht, sodass Lenzel den Rückkaufswert seiner Lebensversicherung (1847 Mark) für die bei der Bestellung erste fällige Rate für die Orgelkomplettierung einsetzte. Doch bald wurde wieder intensiv in der Gemeinde gesammelt, allerdings beschränkte ein in der NS-Zeit erlassenes neues Sammelgesetz die Möglichkeiten, der notwendige Betrag kam nicht zusammen. Pfarrer Lenzel behalf sich damit, dass er aus dem Baufonds einen Teil abzweigte, weil das Pfarrhausprojekt nicht vorankam. Schließlich waren zum Pfingstfest des Jahres 1938 die Installationsarbeiten für das zweite Manual abgeschlossen. Vor dem Anspiel erstellte der Domorganist von St. Hedwig, Joseph Ahrens, das notwendige Abnahmegutachten, das wie folgt ausfiel:

„[…] Das jetzt hinzugefügte II. Manual und zwei neue Pedalregister ergänzen vorteilhaft das vorhandene Klangmaterial. Ich habe die Orgel in allen Teilen genau geprüft und festgestellt, dass durchweg bestes Material verwendet wurde. Die Traktur ist pneumatisch, die Ansprache jedoch präzise und fehlerlos. Lediglich in der tiefen Lage des Prinzipal 8′ im I. Manual hätten vielleicht Stimmrollen verwendet werden können. Der Gesamtklang des Werkes ist hell und durchsichtig. Im Plano könnte der Klang der Orgel nach unten hin eine Verstärkung und Auffüllung vertragen. […] Im ganzen gesehen, trägt die Disposition den Bestrebungen der neueren Zeit weitestgehend Rechnung. […] Das Werk bedeutet sowohl nach seinem inneren Aufbau wie nach seiner äußeren Anlage eine Bereicherung des schönen Kirchenraumes.“

Der Tag der Orgelweihe, die Pfarrer Lenzel selbst vornahm, wurde auf Pfingstsonntag, den 5. Juni 1938 festgelegt; eine größere Feier fand dieses Mal nicht statt.
Der frühere einmanualige Spieltisch von 1934 wurde von der Firma Rieger beim Bau der Orgel für die Dreifaltigkeitskirche in Rudyszwałd verwendet und befindet sich dort bis heute.
Im Lauf der nächsten Jahrzehnte erfolgten einige Umbauten und Reparaturen durch unterschiedliche Orgelbauer, wobei die Disposition auf unfachmännische Weise dem damaligen Zeitgeschmack angepasst wurde. Nach der politischen Wende wurde eine große Orgelsanierung nötig, die der Rummelsburger Orgelbauer Dagobert Liers im Jahr 1993 besorgte. Nach mittlerweile mehr als 25 Jahren war die Bespielbarkeit stark eingeschränkt und eine erneute Restaurierung aufgrund der durch die Umbauten in der Nachkriegszeit geminderten Qualität der Orgel nicht mehr sinnvoll, sodass der Gemeindekirchenrat mit Unterstützung des Berliner Erzbistums im Dezember 2018 eine gebrauchte Orgel angekauft hat. Diese stammt aus der Erlöserkirche in Köln-Weidenpesch, einer Nachkriegs-Notkirche, die durch ein von 2020 bis 2022 erbautes Neubau-Kirchenzentrum ersetzt wurde. Das Instrument wurde 1950 von dem Kölner Orgelbauer Willi Peter für eine Kirche in Düren gebaut, 1954 nach Köln umgesetzt, 1988 modernisiert und nach dem Ankauf von der Eberswalder Orgelbauwerkstatt überholt. Der Einbau der Orgel wurde 2022 fertiggestellt. Aus der Rieger-Orgel wurden der Prospekt und das Gehäuse sowie die Rohrflöte 4′ im Hauptwerk und die Pfeifen C–b des Principal 8′ übernommen. Das Instrument hat 20 Register auf zwei Manualen und Pedal, elektrische Schleifladen und außer dem Hauptspieltisch auf der Empore noch einen zweiten, fahrbaren Spieltisch im Kirchenraum, von dem aus die Register des Schwellwerks spielbar sind.
Die Orgel hat folgende Disposition:
| I Hauptwerk C–g3 |       |
| Principal        | 8′    |
| Gemshorn         | 8′    |
| Octave           | 4′    |
| Rohrflöte        | 4′    |
| Nachthorn        | 2′    |
| Mixtur IV        | 1 ⁄3′ |
| Trompete         | 8′    |

| II Schwellwerk C–g3 |       |
| Gedeckt             | 8′    |
| Salicional          | 8′    |
| Principal           | 4′    |
| Rohrflöte           | 4′    |
| Octave              | 2′    |
| Sesquialtera II     | 2 ⁄3′ |
| Scharf IV           | 1′    |
| Krummhorn           | 8′    |

| Pedal C–f1     |     |
| Subbass        | 16′ |
| Principalbass  | 08′ |
| Gedecktbass    | 08′ |
| Octavbass      | 04′ |
| Liebl. Posaune | 16′ |

- Koppeln: I/II, II/I, I/P, II/P, Sub II/I
- Spielhilfen: zwei freie Kombinationen, freie Pedalkombination, Tremulant Schwellwerk, Einzelabsteller, Tutti

### Glocken
Im Jahr der Kirchweihe lieferte die Glockengießerei Otto aus Hemelingen/Bremen vier Bronzeglocken. Dieses erste Geläut wurde vor der Installation begutachtet und erhielt das Urteil: „Ein wohlgelungenes Werk, welches auf lange Zeit seinen Zweck erfüllen wird […]“ Es bestand aus folgenden Bronzeglocken, die allesamt auf Kugellagern liefen. Die Glocken hatten ein Gesamtgewicht von 1440 kg. Die drei Größten mussten als Metallspende des deutschen Volkes im Zweiten Weltkrieg an ein Zentrallager abgeliefert werden.
| Name                                | Gewicht in kg | Stimmung | Inschrift |
| ----------------------------------- | ------------- | -------- | --- |
| Heiliger Joseph (große Glocke)      | 685           | gis′     | „Sancte Joseph, dux noster et pater, duc nos in patriam“ (dt.: ‚Heiliger Joseph, unser Führer und Vater, führe uns ins Vaterland‘) |
| Sakramentenglocke (mittlere Glocke) | 401           | h′       | „Venite adoremus sanctissimum Sacramentum!“ (dt.: ‚Kommet, lasset uns anbeten das allerheiligste Sakrament!‘) |
| Maria Magdalena (kleine Glocke)     | 273           | cis′     | „Maria Magdalena, magan peecatrix, major poenitentia, maxima caritate“ (dt.: ‚Maria Magdalena, eine große Sünderin, größer aber in der Buße, doch am größten durch ihre Liebe!‘) – über dem Steg: ‚Gegossen von F. Otto Hemlingen/Breslau 1929‘ |
| Ave-Glocke                          | 081           | gis′     | (in Fraktur) „Ave Maria gratia plena“ (dt.:‚Ave Maria voll der Gnade‘) Breslau 1929 |

Im Jahr 1959 wurden anstelle der eingeschmolzenen Bronzeglocken in der Glockengießerei Schilling & Lattermann in Apolda drei Klangstahlglocken hergestellt und in den Turm aufgezogen, für die folgende Daten vorliegen: – Die Ave-Glocke ist erhalten und in das neue Geläut klanglich eingebunden.
| Name                                | Gewicht in kg | Durchmesser in mm | Stimmung | Inschrift auf der Schulter |
| ----------------------------------- | ------------- | ----------------- | -------- | --- |
| Heiliger Joseph (große Glocke)      | 750           | 1193              | as′′+2   | „Sancte Joseph, dux noster et pater, duc nos in patriam“ (+ Gießermarke) (dt.: ‚Heiliger Joseph, unser Führer und Vater, führe uns ins Vaterland.‘) darunter ‚ad 1959‘ und ein Kreuz |
| Sakramentenglocke (mittlere Glocke) | 428           | 0993              | 0b′+3    | „Venite adoremus sanctissimum Sacramentum“ (+ Gießermarke) (dt.: ‚Kommet, lasset uns anbeten das allerheiligste Sakrament‘) darunter ‚ad 1959‘ und ein Kreuz                         |
| Maria Magdalena (kleine Glocke)     | 288           | 0880              | des′′–2  | „Maria Magdalena annuntiavit vidi dominum“ (+ Gießermarke) (dt.: ‚Maria Magdalena kündigte den Meister an‘) darunter ‚ad 1959‘ und ein Kreuz                                         |

Die vier Glocken der Kirche Maria Magdalena
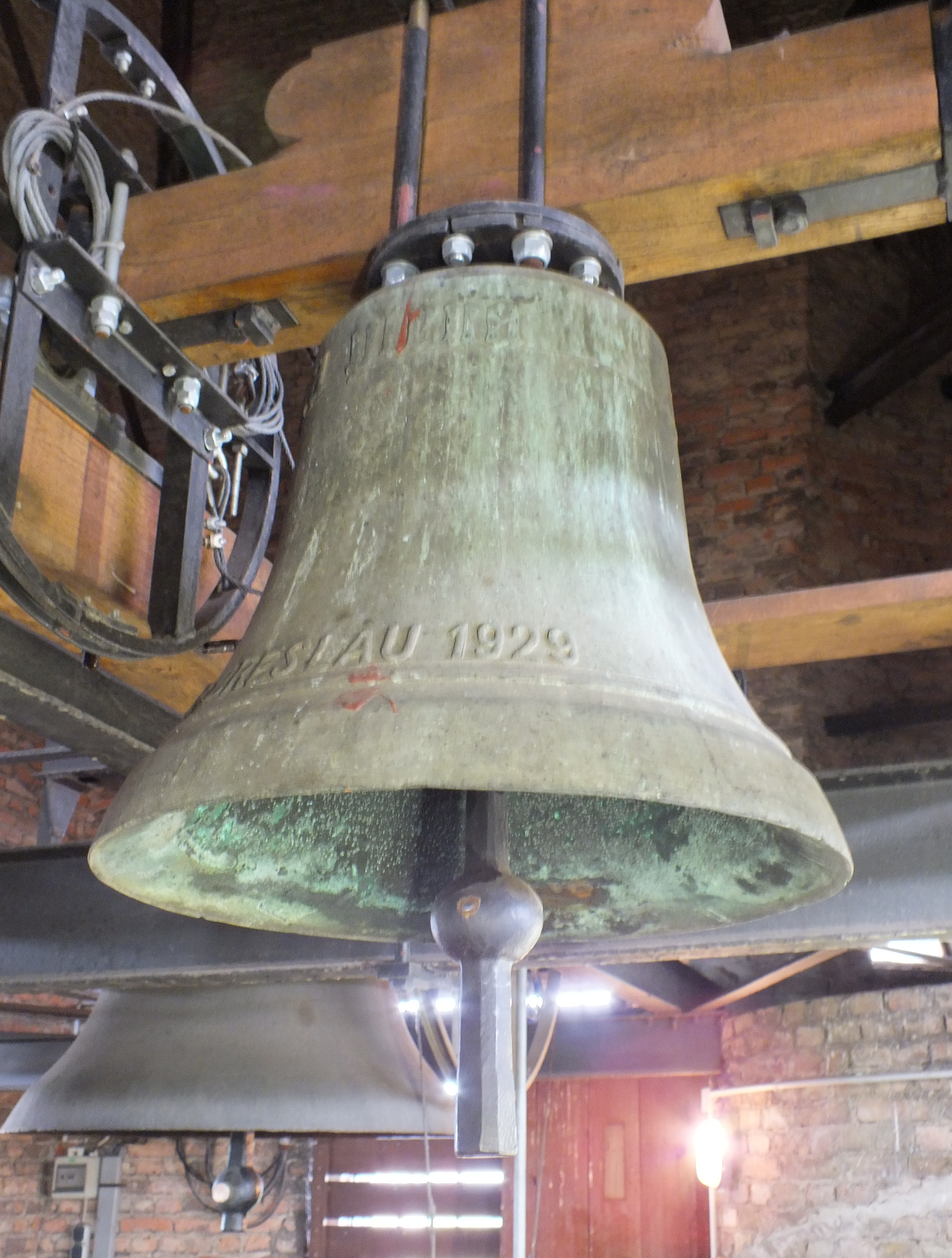
kleine Bronzeglocke Ave-Glocke
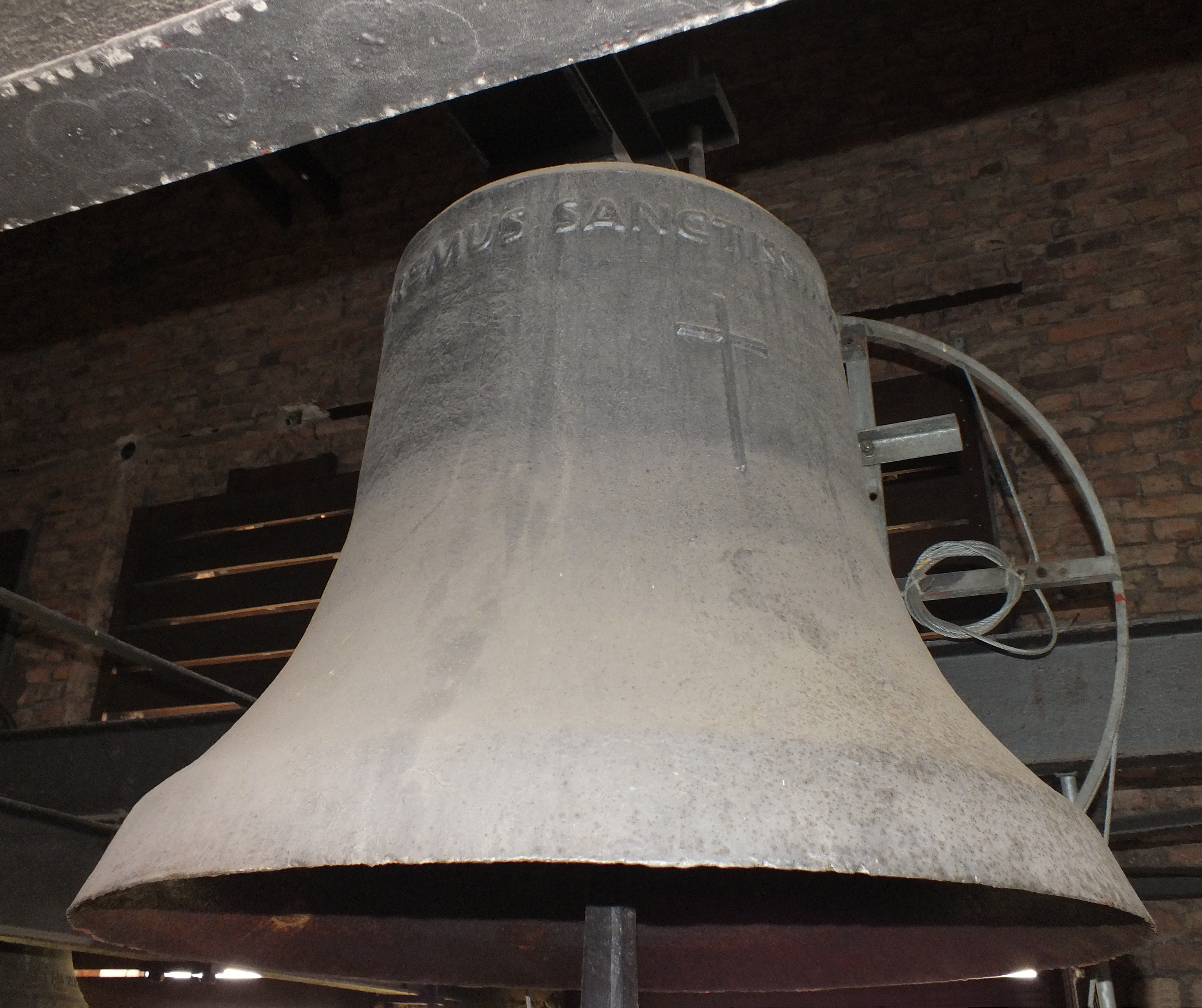
große Glocke Hl. Joseph
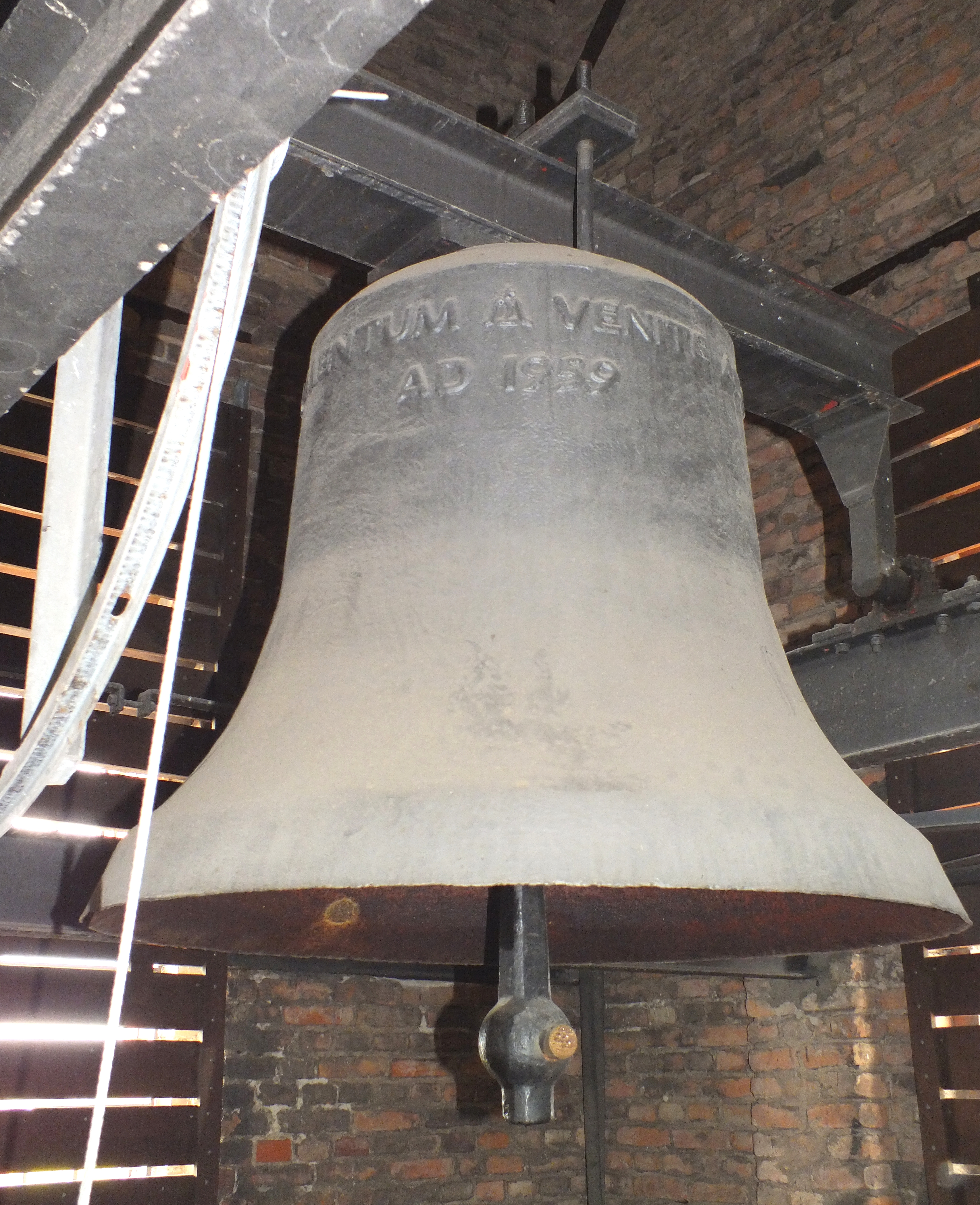
mittlere Glocke Sakramentenglocke oder Totenglocke
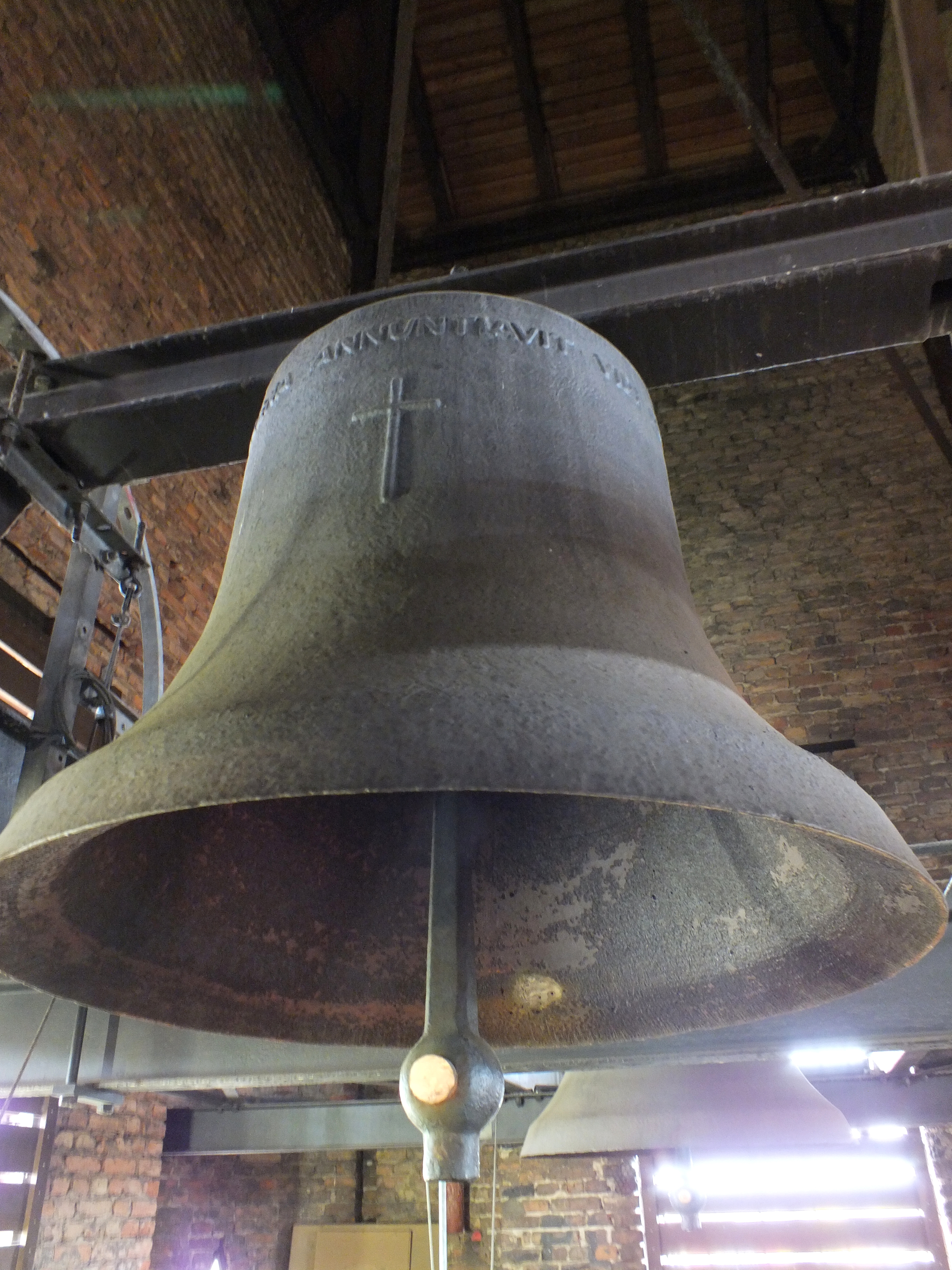
kleine Glocke Maria-Magdalena

## Seelsorge

### Gemeindearbeit
Im Jahr 2003 gründete sich der Gemeindeförderungsverein St. Maria Magdalena, der sich unter anderem den Unterhalt der vorhandenen Bauten auf dem Kirchengelände, die Erziehung junger Katholiken, die Organisierung von Festen und die finanzielle Unterstützung vielfältiger Aktionen des Gemeindelebens zum Ziel gesetzt hat. Eine erste wichtige Maßnahme war die Spendensammlung zur Erneuerung der Orgel.

### Pfarrer von St. Maria Magdalena
- Joseph Lenzel, Amtszeit Mai 1929–Juli 1942[67]
- Joseph Juzek, September 1942–September 1960[67]
- Kurt Grunschewski, Dezember 1960–Mai 1972[67]
- Johannes Zoda, Juli 1972–September 1991[67][68]
- Jörg Wittig, Oktober 1991–Mai 2004[67]; danach übernahm er das Pfarramt in St. Georg (dort seit 2016 nur noch administrativ)
- Olaf Polossek, seit 1. November 2017[69]